# 최대 발전소 목록

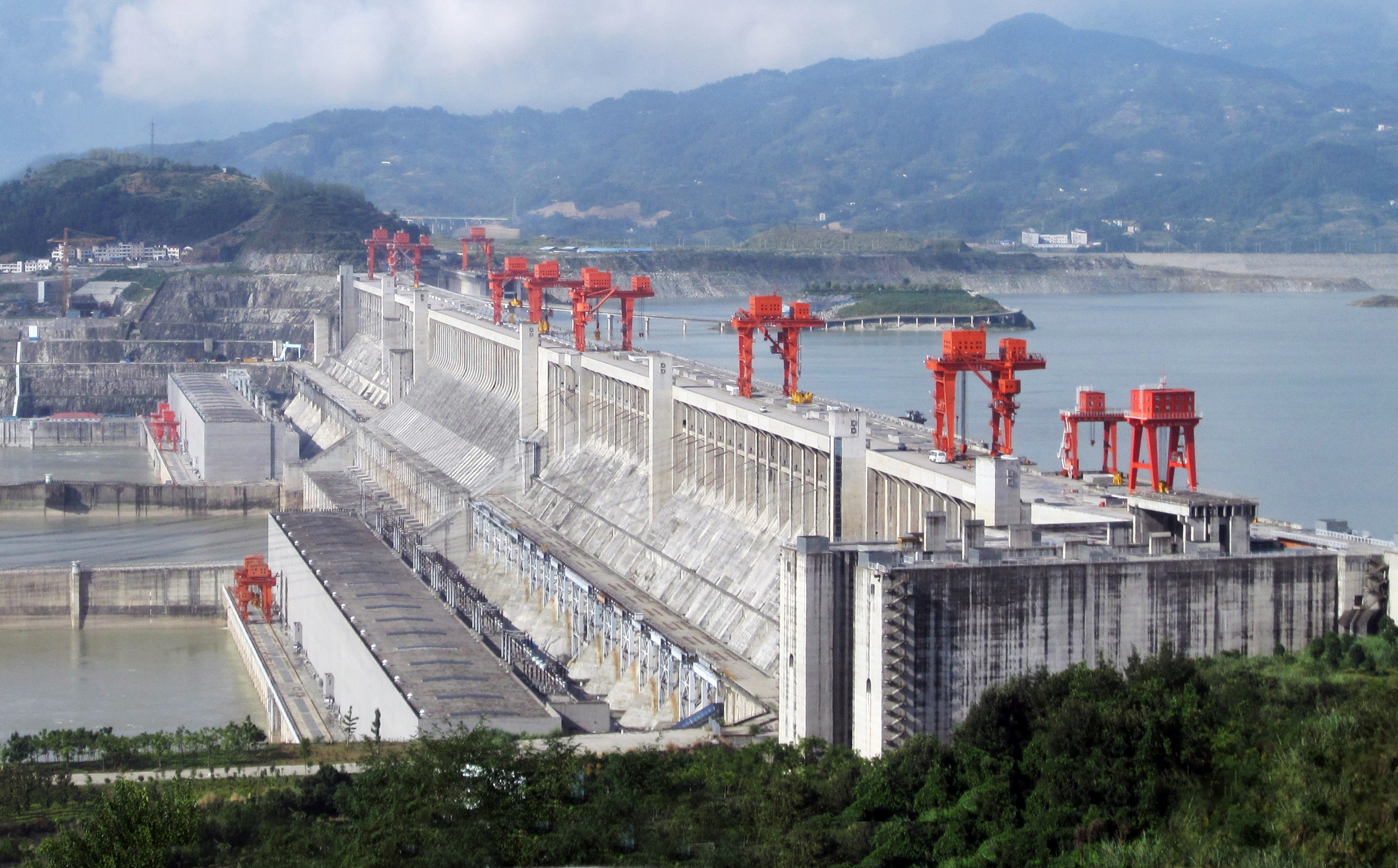
중국의 싼샤 댐은 현재 세계 최대 수력 발전소이자, 건설된 발전 시설 중 가장 큰 규모로 의 발전량을 자랑한다.

이 문서는 설치된 전력 용량을 기준으로 세계 최대 발전소를 전체 상위 10개 및 각 유형별 상위 5개씩 나열한다. 비재생 발전소는 석탄, 연료유, 원자력 연료, 천연가스, 오일 셰일, 이탄을 연료로 사용하는 발전소이며, 재생 가능 발전소는 바이오매스, 지열, 수력, 태양, 풍력과 같은 연료원을 사용한다. 여러 연료원을 사용하는 발전소는 가장 중요한 연료원만 나열한다.
2025년 기준 기준으로, 현재까지 건설된 가장 큰 발전 시설은 2012년에 완공된 중화인민공화국의 싼샤 댐이다. 이 시설은 32개의 프랜시스수차를 활용하여 총 22,500 MW의 전력을 생산한다. 가장 큰 8개의 발전소는 모두 수력 댐이며, 그중에는 중화인민공화국의 바이허탄 댐도 포함되어 있는데, 16,000 MW이다. 최대 천연가스 발전소는 아랍에미리트의 제벨 알리 (8,695 MW)이고, 최대 석탄 발전소는 중화인민공화국의 퉈커퉈 (6,720 MW)이다. 최대 원자력 발전소는 2011년 가시와자키 가리와 (가시와자키 가리와, 일본, 7,965 MW)의 중단 이후 대한민국 고리 (7,489 MW)이다.
재생 에너지 분야에서 2025년 기준 기준으로, 최대 태양광 발전소는 중화인민공화국의 공허 탈라탄 태양광 발전소 (15,600 MW)이며, 최대 풍력 발전소는 중화인민공화국의 간쑤 풍력 발전소 (7,965 MW)이다.
2025년 기준 기준으로 싼샤 댐에 필적하는 발전소는 건설 중인 곳이 없다. 콩고 민주 공화국에 제안된 그랜드 잉가 댐의 용량은 계획대로 건설이 시작되면 싼샤 댐을 포함한 모든 기존 발전소를 능가할 것이다. 설계 목표는 설치 용량 39,000 MW로, 싼샤 댐의 거의 두 배에 달한다. 또 다른 제안인 펜진 조력 발전 프로젝트는 설치 용량이 최대 87,100 MW에 달할 것으로 예상된다.

## 상위 20대 발전 시설
| 순위 | Station           | 국가            | 위치                                                                     | Capacity (MW) | Annual generation (TWh)     | Type     | 비고                                                    | Refs                        |
| ---- | ----------------- | --------------- | ------------------------------------------------------------------------ | ------------- | --------------------------- | -------- | ------------------------------------------------------- | --------------------------- |
| 1.   | 싼샤 댐           | 중화인민공화국  | 북위 30° 49′ 15″ 동경 111° 00′ 08″ / 북위 30.82083° 동경 111.00222°      | 22,500        | 78.79 (2022)                | 수력     |                                                         | [ 1 ]                       |
| 2.   | 바이허탄 댐       | 중화인민공화국  | 북위 27° 13′ 07″ 동경 102° 54′ 22″ / 북위 27.21861° 동경 102.90611°      | 16,000        | 40.06 (2022)                | 수력     |                                                         | [ 7 ] [ 8 ]                 |
| 4.   | 이타이푸 댐       | 브라질 파라과이 | 남위 25° 24′ 31″ 서경 54° 35′ 21″ / 남위 25.40861° 서경 54.58917°        | 14,000        | 83.88 (2023)                | 수력     |                                                         | [ 10 ] [ 11 ] [ 12 ] [ 13 ] |
| 5.   | 시뤄두 댐         | 중화인민공화국  | 북위 28° 15′ 52″ 동경 103° 38′ 47″ / 북위 28.26444° 동경 103.64639°      | 13,860        | 57.8 (2022)                 | 수력     |                                                         | [ 14 ] [ 15 ]               |
| 6.   | 벨루 몬치 댐      | 브라질          | 남위 03° 07′ 27″ 서경 51° 42′ 01″ / 남위 3.12417° 서경 51.70028°         | 11,233        | 39.5 (평균)                 | 수력     | 18번째이자 마지막 터빈 설치는 2019년 11월에 완료되었다. | [ 16 ] [ 17 ]               |
| 7.   | 구리              | 베네수엘라      | 북위 07° 45′ 59″ 서경 62° 59′ 57″ / 북위 7.76639° 서경 62.99917°         | 10,235        | 47 (평균)                   | 수력     |                                                         | [ 18 ]                      |
| 8.   | 우둥더 댐         | 중화인민공화국  | 북위 26° 19′ 29.4″ 동경 102° 38′ 2.2″ / 북위 26.324833° 동경 102.633944° | 10,200        | 36.61 (2022)                | 수력     |                                                         | [ 19 ]                      |
| 9.   | 제벨 알리         | 아랍에미리트    | 북위 25° 03′ 35″ 동경 55° 07′ 02″ / 북위 25.05972° 동경 55.11722°        | 8,695         |                             | 천연가스 |                                                         | [ 20 ]                      |
| 10.  | 투쿠루이          | 브라질          | 남위 03° 49′ 53″ 서경 49° 38′ 36″ / 남위 3.83139° 서경 49.64333°         | 8,370         | 21.4 (평균)                 | 수력     |                                                         | [ 10 ] [ 14 ]               |
| -    | 가시와자키 가리와 | 일본            | 북위 37° 25′ 45″ 동경 138° 35′ 43″ / 북위 37.42917° 동경 138.59528°      | 7,965         | 60.3 (1999) 0 (2012년~현재) | 원자력   | 2011년에 중단되었다. 재가동 예정일은 2025년 4월이다.    | [ 21 ] [ 22 ] [ 23 ] [ 24 ] |
| 11.  | 주취안 (간쑤)     | 중화인민공화국  | 북위 40° 12′ 00″ 동경 96° 54′ 00″ / 북위 40.20000° 동경 96.90000°        | 7,965         |                             | 풍력     |                                                         | [ 25 ]                      |
| 12.  | 샹자바            | 중화인민공화국  | 북위 28° 38′ 57″ 동경 104° 22′ 14″ / 북위 28.64917° 동경 104.37056°      | 7,798         | 31.55 (2022)                | 수력     |                                                         | [ 26 ] [ 27 ] [ 28 ]        |
| 13.  | 고리              | 대한민국        | 북위 35° 19′ 40″ 동경 129° 18′ 03″ / 북위 35.32778° 동경 129.30083°      | 7,489         | 53.05 (2023)                | 원자력   | 2019년 9월 이후 가장 큰 운영 중인 원자력 발전소이다.    |                             |
| 14.  | 한울              | 대한민국        | 북위 37° 05′ 34″ 동경 129° 23′ 01″ / 북위 37.09278° 동경 129.38361°      | 7,268         | 54.62 (2023)                | 원자력   |                                                         | [ 30 ]                      |
| 15.  | 그랜드쿨리        | 미국            | 북위 47° 57′ 23″ 서경 118° 58′ 56″ / 북위 47.95639° 서경 118.98222°      | 6,809         | 20.24 (평균)                | 수력     | 1949년 이후 북아메리카 최대 규모.                       | [ 31 ] [ 32 ]               |
| 16.  | 퉈커퉈            | 중화인민공화국  | 북위 40° 11′ 49″ 동경 111° 21′ 52″ / 북위 40.19694° 동경 111.36444°      | 6,720         | 33.32                       | 석탄     | 2017년부터 가장 큰 석탄 화력 발전소이다.                | [ 33 ] [ 34 ]               |
| 17.  | 브루스            | 캐나다          | 북위 44° 19′ 31″ 서경 81° 35′ 58″ / 북위 44.32528° 서경 81.59944°        | 6,610         | 42.33 (2023)                | 원자력   | 2022년 11월 6,408 MWe에서 6,610 MWe로 증설되었다.       | [ 36 ] [ 37 ]               |
| 18.  | 룽탄              | 중화인민공화국  | 북위 25° 01′ 38″ 동경 107° 02′ 51″ / 북위 25.02722° 동경 107.04750°      | 6,426         | 18.7 (추정)                 | 수력     |                                                         | [ 14 ] [ 38 ]               |
| 19.  | 사야노-슈셴스카야 | 러시아          | 북위 52° 49′ 33″ 동경 91° 22′ 13″ / 북위 52.82583° 동경 91.37028°        | 6,400         | 29.4 (2021)                 | 수력     |                                                         | [ 40 ] [ 41 ]               |
| 20.  | 훙옌허            | 중화인민공화국  | 북위 39° 48′ 7″ 동경 121° 28′ 30″ / 북위 39.80194° 동경 121.47500°       | 6,366         |                             | 원자력   |                                                         | [ 42 ]                      |

1. ↑  현재 운영 상태 (모든 유닛) 중단 (정기 점검) 일본 원자력규제위원회

## 세계 최대 발전소 연표
20세기 초부터 지금까지 세계에서 가장 큰 발전소는 항상 수력 발전소였다.
| 기록 보유 기간 | 기록 보유 기간 | 발전소 이름          | 용량 (MW)     | 위치                                                         | 비고          |
| 시작           | 종료           | 발전소 이름          | 용량 (MW)     | 위치                                                         | 비고          |
| -------------- | -------------- | -------------------- | ------------- | ------------------------------------------------------------ | ------------- |
| 1904           | 1911           | 나이아가라 발전소    | 104           | 나이아가라 폭포, 뉴욕주, 미국                                | [ 43 ]        |
| 1911           | 1913           | 베모르크             | 108           | 리우칸, 텔레마르크주, 노르웨이                               | [ 44 ] [ 45 ] |
| 1913           | 1914           | 록 앤드 댐 No. 19    | 142           | 해밀턴 (일리노이주) / 키오쿡 (아이오와주), 미국              | [ 46 ]        |
| 1914           | 1924           | 나이아가라 발전소    | 201           | 나이아가라 폭포, 뉴욕주, 미국                                | [ 43 ]        |
| 1924           | 1939           | 아담 벡 발전소 I     | 348.6-498     | 나이아가라 폭포, 온타리오주, 캐나다                          | [ 48 ]        |
| 1939           | 1949           | 후버 댐              | 705           | 클라크군 (네바다주) / 모하비군, 미국                         | [ 49 ] [ 50 ] |
| 1949           | 1959           | 그랜드쿨리댐         | 2,280         | 워싱턴주, 미국                                               |               |
| 1959           | 1963           | 볼가 수력 발전소     | 2,300–2,563   | 볼고그라드, 러시아 소비에트 연방 사회주의 공화국, 소련       | [ 51 ]        |
| 1963           | 1971           | 브라츠크 수력 발전소 | 2,750–4,500   | 브라츠크, 러시아 소비에트 연방 사회주의 공화국, 소련         | [ 52 ]        |
| 1971           | 1983           | 크라스노야르스크 댐  | 5,000–6,000   | 크라스노야르스크, 러시아 소비에트 연방 사회주의 공화국, 소련 | [ 53 ]        |
| 1983           | 1986           | 그랜드쿨리댐         | 6,181–6,809   | 워싱턴주, 미국                                               | [ 54 ]        |
| 1986           | 1989           | 구리                 | 10,235        | 네쿠이마 협곡, 베네수엘라                                    |               |
| 1989           | 2007           | 이타이푸 댐          | 10,500–14,000 | 파라나강, 브라질 / 파라과이                                  |               |
| 2007           | present        | 싼샤 댐              | 14,100–22,500 | 장강삼협, 이창시, 후베이성, 중화인민공화국                   |               |

## 비재생 발전소

### 석탄

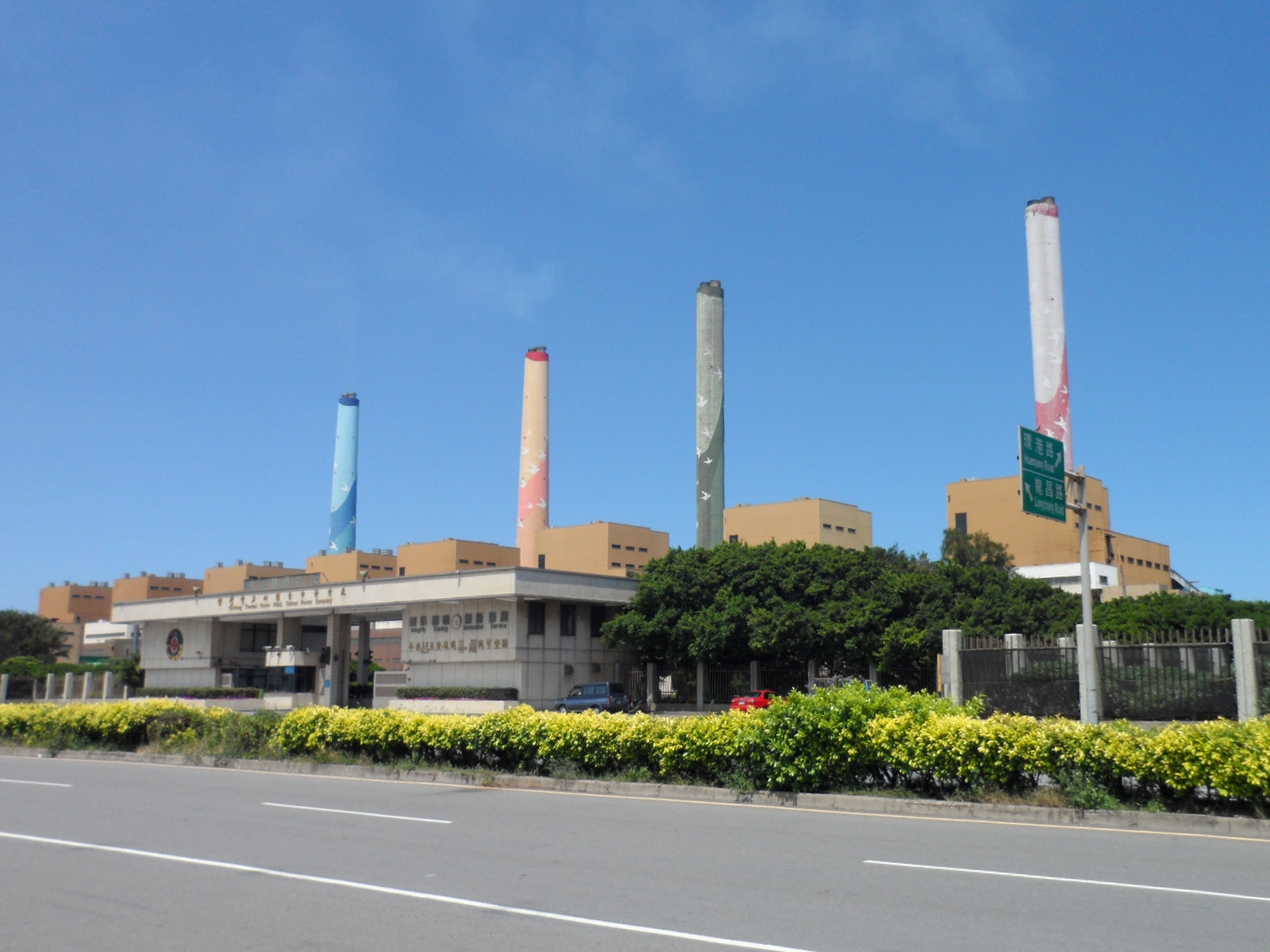
4번째로 큰 석탄 화력 발전소인 타이중은 이다.

| 순위 | 발전소       | 국가           | 위치                                                                     | 용량 (MW) | Ref           |
| ---- | ------------ | -------------- | ------------------------------------------------------------------------ | --------- | ------------- |
| 1.   | 퉈커퉈       | 중화인민공화국 | 북위 40° 11′ 49″ 동경 111° 21′ 52″ / 북위 40.19694° 동경 111.36444°      | 6,720     | [ 33 ] [ 34 ] |
| 2.   | 태안         | 대한민국       | 북위 36° 54′ 20.2″ 동경 126° 14′ 4.9″ / 북위 36.905611° 동경 126.234694° | 6,100     | [ 55 ]        |
| 3.   | 당진         | 대한민국       | 북위 37° 03′ 19″ 동경 126° 30′ 35″ / 북위 37.05528° 동경 126.50972°      | 6,040     | [ 56 ] [ 55 ] |
| 4.   | 타이중       | 중화민국       | 북위 24° 12′ 46″ 동경 120° 28′ 52″ / 북위 24.21278° 동경 120.48111°      | 5,500     | 역청탄 사용   |
| 5.   | 와이가오차오 | 중화인민공화국 | 북위 31° 21′ 21″ 동경 121° 35′ 54″ / 북위 31.35583° 동경 121.59833°      | 5,160     | [ 59 ]        |
| 6.   | 베우하투프   | 폴란드         | 북위 51° 15′ 59″ 동경 19° 19′ 50″ / 북위 51.26639° 동경 19.33056°        | 5,102     | 갈탄 사용     |
| 7.   | 영흥         | 대한민국       | 북위 37° 14′ 17″ 동경 126° 26′ 09″ / 북위 37.23806° 동경 126.43583°      | 5,080     | [ 61 ]        |
| 8.   | 궈뎬 베이룬  | 중화인민공화국 | 북위 29° 56′ 37″ 동경 121° 48′ 57″ / 북위 29.94361° 동경 121.81583°      | 5,060     | [ 62 ]        |
| 9.   | 궈화 타이산  | 중화인민공화국 | 북위 21° 52′ 00″ 동경 112° 55′ 22″ / 북위 21.86667° 동경 112.92278°      | 5,000     | [ 63 ] [ 64 ] |
| 9.   | 자싱         | 중화인민공화국 | 북위 30° 37′ 46″ 동경 121° 08′ 49″ / 북위 30.62944° 동경 121.14694°      | 5,000     | [ 63 ] [ 64 ] |
| 10.  | 빈드햐찰     | 인도           | 북위 24° 05′ 53″ 동경 82° 40′ 18″ / 북위 24.09806° 동경 82.67167°        | 4,760     | [ 65 ]        |

### 연료유
| 순위 | 발전소               | 국가           | 위치                                                                | 용량 (MW) | Ref           |
| ---- | -------------------- | -------------- | ------------------------------------------------------------------- | --------- | ------------- |
| 1.   | 쇼아바               | 사우디아라비아 | 북위 20° 40′ 48″ 동경 39° 31′ 24″ / 북위 20.68000° 동경 39.52333°   | 5,600     | [ 66 ]        |
| 2.   | 가즐란 발전소        | 사우디아라비아 | 북위 26° 51′ 15″ 동경 49° 53′ 56″ / 북위 26.85417° 동경 49.89889°   | 4,528     | [ 68 ]        |
| 3.   | 가시마               | 일본           | 북위 35° 52′ 47″ 동경 140° 41′ 22″ / 북위 35.87972° 동경 140.68944° | 4,400     | [ 70 ]        |
| 4.   | 아네가사키           | 일본           | 북위 35° 29′ 06″ 동경 140° 01′ 00″ / 북위 35.48500° 동경 140.01667° | 3,600     | [ 70 ]        |
| 5.   | 쿠라야               | 사우디아라비아 | 북위 25° 50′ 40″ 동경 50° 7′ 31″ / 북위 25.84444° 동경 50.12528°    | 3,927     | [ 71 ] [ 72 ] |
| 6.   | 요코하마 화력 발전소 | 일본           | 북위 35° 28′ 36″ 동경 139° 40′ 44″ / 북위 35.47667° 동경 139.67889° | 3,379     | [ 70 ]        |
| 7.   | 히로노               | 일본           | 북위 37° 14′ 18″ 동경 141° 01′ 04″ / 북위 37.23833° 동경 141.01778° | 3,200     | [ 70 ]        |
| 8.   | 사비야 I             | 쿠웨이트       |                                                                     | 2,400     | [ 73 ]        |
| 8.   | 아즈 주르 남부       | 쿠웨이트       |                                                                     | 2,400     | [ 74 ]        |
| 8.   | 도하 서부            | 쿠웨이트       |                                                                     | 2,400     | [ 75 ]        |

### 천연가스

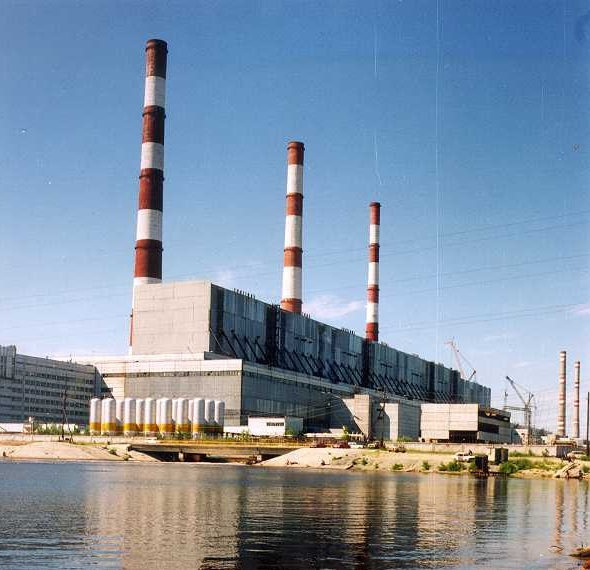
세계에서 두 번째로 큰 천연가스 발전소인 수르구트-2

| 순위 | 발전소                        | 국가         | 위치                                                                | 용량 (MW) | Ref           |
| ---- | ----------------------------- | ------------ | ------------------------------------------------------------------- | --------- | ------------- |
| 1.   | 제벨 알리 발전 및 담수 플랜트 | 아랍에미리트 | 북위 25° 03′ 35″ 동경 55° 07′ 02″ / 북위 25.05972° 동경 55.11722°   | 8,695     | [ 20 ]        |
| 2.   | 수르구트-2                    | 러시아       | 북위 61° 16′ 46″ 동경 73° 30′ 45″ / 북위 61.27944° 동경 73.51250°   | 5,687     | [ 77 ] [ 78 ] |
| 3.   | 훗츠                          | 일본         | 북위 35° 20′ 35″ 동경 139° 50′ 02″ / 북위 35.34306° 동경 139.83389° | 5,040     | [ 70 ]        |
| 4.   | 타탄                          | 중화민국     | 북위 25° 01′ 34″ 동경 121° 02′ 50″ / 북위 25.02611° 동경 121.04722° | 4,986     | [ 79 ]        |
| 5.   | 가와고에                      | 일본         | 북위 35° 00′ 25″ 동경 136° 41′ 20″ / 북위 35.00694° 동경 136.68889° | 4,802     | [ 78 ]        |
| 6.   | 부룰루스 발전소(독일어)       | 이집트       | 북위 31° 31′ 46″ 동경 30° 48′ 32″ / 북위 31.52944° 동경 30.80889°   | 4,800     | [ 80 ]        |
| 7.   | 히가시 니가타                 | 일본         | 북위 37° 59′ 58″ 동경 139° 14′ 29″ / 북위 37.99944° 동경 139.24139° | 4,780     | [ 81 ]        |
| 8.   | 지바                          | 일본         | 북위 35° 33′ 57″ 동경 140° 06′ 20″ / 북위 35.56583° 동경 140.10556° | 4,380     | [ 70 ]        |
| 9.   | 히메지                        | 일본         | 북위 34° 46′ 24″ 동경 134° 41′ 38″ / 북위 34.77333° 동경 134.69389° | 4,086     | [ 82 ] [ 83 ] |
| 10.  | 푸 미                         | 베트남       | 북위 10° 36′ 20″ 동경 107° 02′ 12″ / 북위 10.60556° 동경 107.03667° | 3,900     | [ 84 ]        |

### 원자력

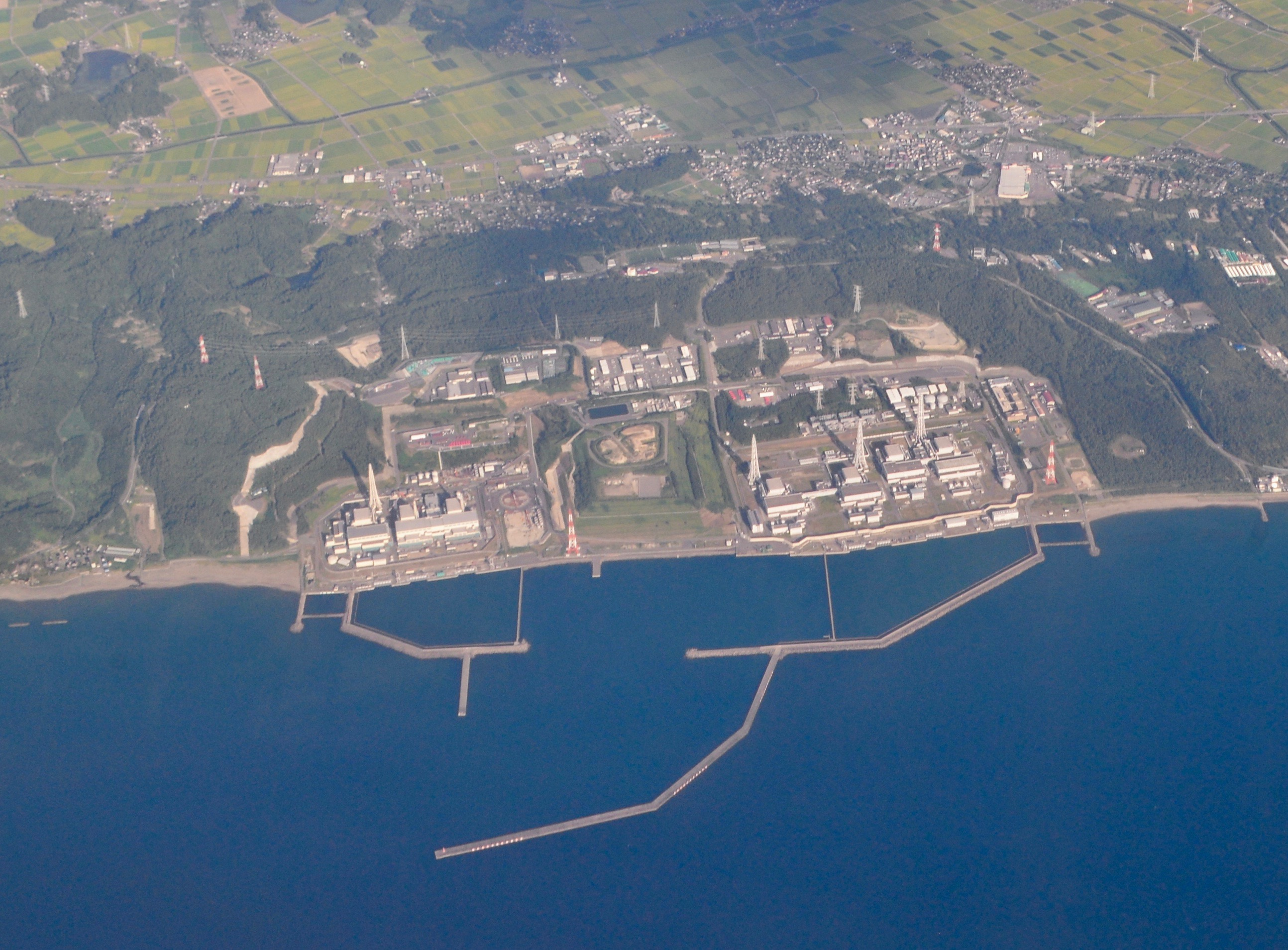
가시와자키 가리와, 최대 원자력 발전소 (2011년부터 중단)

| 순위 | 발전소            | 국가           | 위치                                                                | 용량 (MW)                    | Ref                  |
| ---- | ----------------- | -------------- | ------------------------------------------------------------------- | ---------------------------- | -------------------- |
| -    | 가시와자키 가리와 | 일본           | 북위 37° 25′ 45″ 동경 138° 35′ 43″ / 북위 37.42917° 동경 138.59528° | 7,965 (2011년부터 가동 중단) | [ 22 ] [ 23 ] [ 24 ] |
| 1.   | 고리              | 대한민국       | 북위 35° 19′ 40″ 동경 129° 18′ 03″ / 북위 35.32778° 동경 129.30083° | 7,489                        | [ 85 ]               |
| 2.   | 한울              | 대한민국       | 북위 37° 05′ 34″ 동경 129° 23′ 01″ / 북위 37.09278° 동경 129.38361° | 7,268                        | [ 30 ]               |
| 3.   | 브루스            | 캐나다         | 북위 44° 19′ 31″ 서경 81° 35′ 58″ / 북위 44.32528° 서경 81.59944°   | 6,610                        | [ 86 ]               |
| 4.   | 훙옌허            | 중화인민공화국 | 북위 39° 48′ 7″ 동경 121° 28′ 30″ / 북위 39.80194° 동경 121.47500°  | 6,366                        | [ 42 ]               |
| 5.   | 푸칭              | 중화인민공화국 | 북위 25° 26′ 45″ 동경 119° 26′ 50″ / 북위 25.44583° 동경 119.44722° | 6,120                        | [ 87 ]               |
| 6.   | 톈완              | 중화인민공화국 | 북위 34° 41′ 13″ 동경 119° 27′ 35″ / 북위 34.68694° 동경 119.45972° | 6,100                        | [ 88 ]               |
| 7.   | 양장              | 중화인민공화국 | 북위 21° 42′ 35″ 동경 112° 15′ 38″ / 북위 21.70972° 동경 112.26056° | 6,000                        | [ 87 ]               |
| 8.   | 한빛              | 대한민국       | 북위 35° 24′ 54″ 동경 126° 25′ 26″ / 북위 35.41500° 동경 126.42389° | 5,875                        | [ 30 ]               |
| -    | 자포리자          | 우크라이나     | 북위 47° 30′ 44″ 동경 34° 35′ 09″ / 북위 47.51222° 동경 34.58583°   | 5,700 (2022년부터 가동 중단) | [ 89 ] [ 90 ]        |

### 오일 셰일

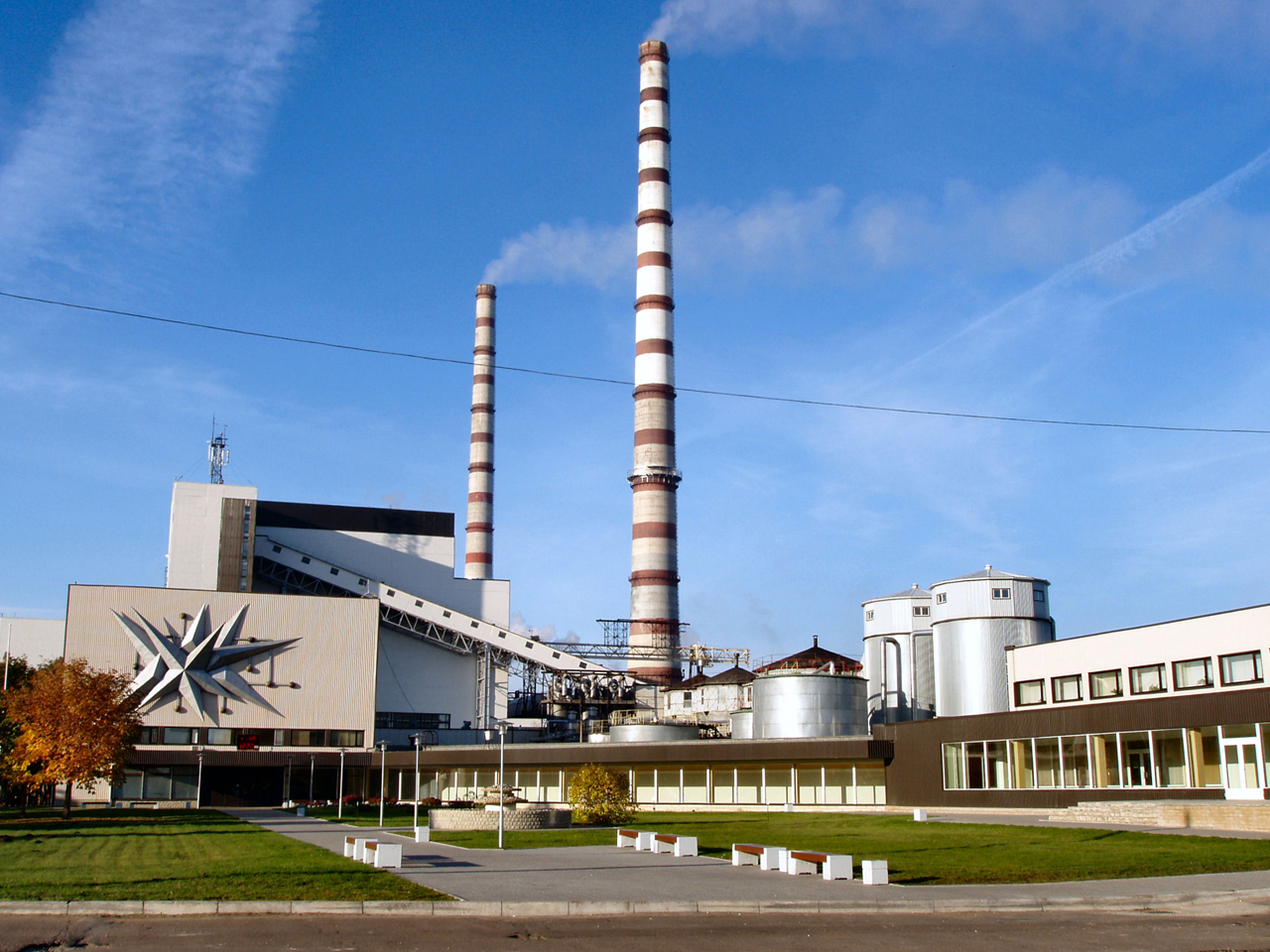
세계에서 가장 큰 오일 셰일 화력 발전소인 에스티 발전소

| 순위 | 발전소          | 국가           | 위치                                                              | 용량 (MW) | Ref           |
| ---- | --------------- | -------------- | ----------------------------------------------------------------- | --------- | ------------- |
| 1.   | 에스티          | 에스토니아     | 북위 59° 16′ 10″ 동경 27° 54′ 08″ / 북위 59.26944° 동경 27.90222° | 1,615     | [ 91 ] [ 92 ] |
| 2.   | 발티            | 에스토니아     | 북위 59° 21′ 12″ 동경 28° 07′ 22″ / 북위 59.35333° 동경 28.12278° | 765       | [ 91 ] [ 92 ] |
| 3.   | 아우베레        | 에스토니아     | 북위 59° 21′ 12″ 동경 28° 7′ 22″ / 북위 59.35333° 동경 28.12278°  | 300       |               |
| 4.   | 화뎬            | 중화인민공화국 |                                                                   | 100       | [ 93 ]        |
| 5.   | 코흐틀라-야르베 | 에스토니아     | 북위 59° 23′ 45″ 동경 27° 14′ 31″ / 북위 59.39583° 동경 27.24194° | 39        |               |

### 이탄

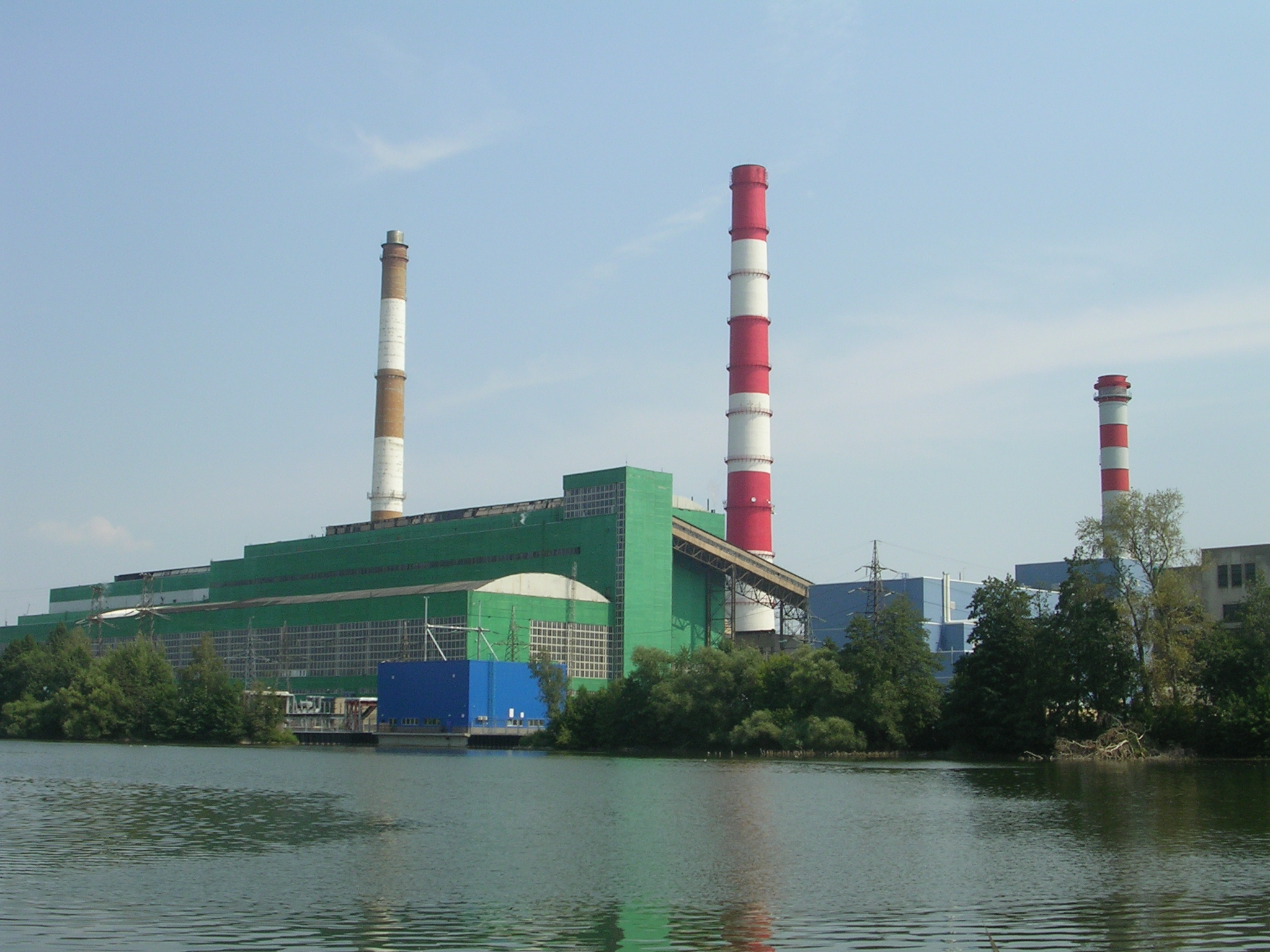
최대 이탄 화력 발전소인 샤투라는 이다.

| 순위 | 발전소     | 국가   | 위치                                                              | 용량 (MW) | Ref        |
| ---- | ---------- | ------ | ----------------------------------------------------------------- | --------- | ---------- |
| 1.   | 샤투라     | 러시아 | 북위 55° 35′ 00″ 동경 39° 33′ 40″ / 북위 55.58333° 동경 39.56111° | 1,500     | [ note 1 ] |
| 2.   | 키로프     | 러시아 | 북위 58° 37′ 16″ 동경 49° 35′ 47″ / 북위 58.62111° 동경 49.59639° | 300       | [ 94 ]     |
| 3.   | 켈욘라흐티 | 핀란드 | 북위 62° 11′ 33″ 동경 25° 44′ 14″ / 북위 62.19250° 동경 25.73722° | 209       | [ 95 ]     |
| 4.   | 토필라     | 핀란드 | 북위 65° 02′ 15″ 동경 25° 26′ 07″ / 북위 65.03750° 동경 25.43528° | 190       | [ 95 ]     |
| 5.   | 하아파베시 | 핀란드 | 북위 64° 07′ 19″ 동경 25° 24′ 47″ / 북위 64.12194° 동경 25.41306° | 154       | [ 97 ]     |

1. ↑  천연가스가 주 연료 (78.0%), 이탄이 보조 연료 (11.5%)

## 재생 발전소

### 바이오매스
| 발전소             | 국가     | 지리 좌표계                                                             | 용량 (MW) | 주요 연료  | Ref                |
| ------------------ | -------- | ----------------------------------------------------------------------- | --------- | ---------- | ------------------ |
| 드랙스 (1-4호기)   | 영국     | 북위 53° 44′ 8.9″ 서경 0° 59′ 47.0″ / 북위 53.735806° 서경 0.996389°    | 2,595     | 펠릿 연료  | [ 98 ]             |
| 알홀멘스 크라프트  | 핀란드   | 북위 63° 42′ 07″ 동경 22° 42′ 35″ / 북위 63.70194° 동경 22.70972°       | 265       | 숲 잔류물  | [ 99 ]             |
| 마스블락테 3       | 네덜란드 | 북위 51° 54′ 45″ 동경 4° 1′ 16″ / 북위 51.91250° 동경 4.02111°          | 220       | 바이오매스 | [ 100 ] [ note 1 ] |
| 포와니에츠         | 폴란드   | 북위 50° 26′ 14″ 동경 21° 20′ 14″ / 북위 50.43722° 동경 21.33722°       | 225       | 나무 칩    | [ 100 ]            |
| 아티코칸           | 캐나다   | 북위 48° 50′ 17″ 서경 91° 34′ 15″ / 북위 48.83806° 서경 91.57083°       | 205       | 바이오매스 | [ 101 ]            |
| 로덴하위즈         | 벨기에   | 북위 51° 8′ 4.88″ 동경 3° 46′ 35.94″ / 북위 51.1346889° 동경 3.7766500° | 180       | 나무 펠릿  | [ 102 ]            |
| 키미얘르비 II      | 핀란드   |                                                                         | 160       | RDF        | [ 103 ]            |
| 애시다운 제지 공장 | 미국     |                                                                         | 157       | 흑색 폐액  | [ 104 ]            |
| 위사파워           | 핀란드   |                                                                         | 150       | 흑색 폐액  | [ 100 ]            |
| 바아사             | 핀란드   |                                                                         | 140       | 바이오매스 | [ 103 ]            |

1. ↑  설치 용량은 석탄 80% 및 바이오매스 20% 혼소 시 1100 MW

### 지열

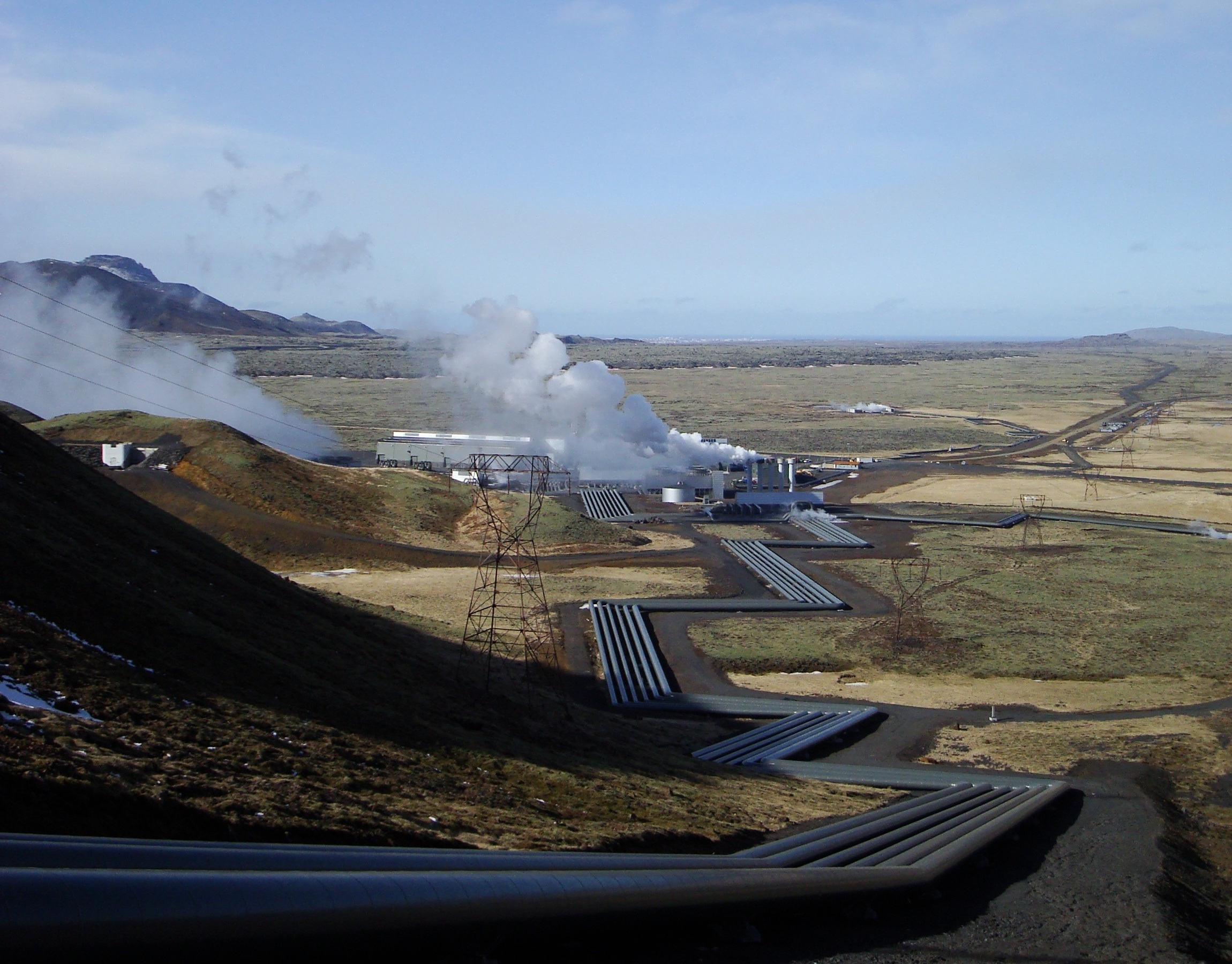
8번째로 큰 지열 발전소인 헬리셰이디 발전소는 이다.

| 발전소        | 국가       | 위치                                                                | 용량 (MW) | Ref                     |
| ------------- | ---------- | ------------------------------------------------------------------- | --------- | ----------------------- |
| 더 게이저스   | 미국       | 북위 38° 47′ 26″ 서경 122° 45′ 21″ / 북위 38.79056° 서경 122.75583° | 1,517     | [ 105 ]                 |
| 세로 프리토   | 멕시코     | 북위 32° 23′ 57″ 서경 115° 14′ 19″ / 북위 32.39917° 서경 115.23861° | 820       | [ 106 ] [ 107 ] [ 108 ] |
| 라르데렐로    | 이탈리아   | 북위 43° 13′ 56″ 동경 10° 53′ 07″ / 북위 43.23222° 동경 10.88528°   | 769       | [ 109 ]                 |
| 올카리아      | 케냐       | 남위 0° 53′ 14″ 동경 36° 18′ 25″ / 남위 0.88722° 동경 36.30694°     | 727       | [ 110 ]                 |
| 임페리얼 밸리 | 미국       | 북위 33° 09′ 48″ 서경 115° 37′ 00″ / 북위 33.16333° 서경 115.61667° | 403.4     | [ 111 ]                 |
| 사룰라        | 인도네시아 | 북위 1° 53′ 14″ 동경 99° 01′ 24″ / 북위 1.88722° 동경 99.02333°     | 330       | [ 112 ] [ 113 ]         |
| 티위          | 필리핀     | 북위 13° 27′ 34″ 동경 123° 38′ 21″ / 북위 13.45944° 동경 123.63917° | 330       | [ 114 ] [ 115 ]         |
| 헬리셰이디    | 아이슬란드 | 북위 64° 02′ 14″ 서경 21° 24′ 03″ / 북위 64.03722° 서경 21.40083°   | 303       |                         |
| 코소          | 미국       | 북위 36° 01′ 00″ 서경 117° 47′ 51″ / 북위 36.01667° 서경 117.79750° | 270       | [ 116 ]                 |
| 다라자트      | 인도네시아 | 남위 7° 13′ 05″ 동경 107° 43′ 38″ / 남위 7.21806° 동경 107.72722°   | 255       |                         |

### 수력 발전

#### 재래식
| 발전소     | 국가            | 위치                                                                     | 용량 (MW) | Ref           |
| ---------- | --------------- | ------------------------------------------------------------------------ | --------- | ------------- |
| 싼샤       | 중화인민공화국  | 북위 30° 49′ 15″ 동경 111° 00′ 08″ / 북위 30.82083° 동경 111.00222°      | 22,500    | [ 1 ]         |
| 바이허탄   | 중화인민공화국  | 북위 27° 13′ 07″ 동경 102° 54′ 22″ / 북위 27.21861° 동경 102.90611°      | 16,000    | [ 8 ] [ 117 ] |
| 이타이푸   | 브라질 파라과이 | 남위 25° 24′ 31″ 서경 54° 35′ 21″ / 남위 25.40861° 서경 54.58917°        | 14,000    | [ 10 ] [ 11 ] |
| 시뤄두 댐  | 중화인민공화국  | 북위 28° 15′ 52″ 동경 103° 38′ 47″ / 북위 28.26444° 동경 103.64639°      | 13,860    | [ 118 ]       |
| 벨루 몬치  | 브라질          | 남위 03° 07′ 27″ 서경 51° 42′ 01″ / 남위 3.12417° 서경 51.70028°         | 11,233    | [ 16 ]        |
| 구리       | 베네수엘라      | 북위 07° 45′ 59″ 서경 62° 59′ 57″ / 북위 7.76639° 서경 62.99917°         | 10,235    | [ 18 ]        |
| 우둥더     | 중화인민공화국  | 북위 26° 19′ 29.4″ 동경 102° 38′ 2.2″ / 북위 26.324833° 동경 102.633944° | 10,200    | [ 119 ]       |
| 투쿠루이   | 브라질          | 남위 03° 49′ 53″ 서경 49° 38′ 36″ / 남위 3.83139° 서경 49.64333°         | 8,370     |               |
| 샹자바     | 중화인민공화국  | 북위 28° 38′ 57″ 동경 104° 22′ 14″ / 북위 28.64917° 동경 104.37056°      | 7,798     | [ 26 ] [ 27 ] |
| 그랜드쿨리 | 미국            | 북위 47° 57′ 23″ 서경 118° 58′ 56″ / 북위 47.95639° 서경 118.98222°      | 6,809     | [ 31 ]        |

#### 흐름식

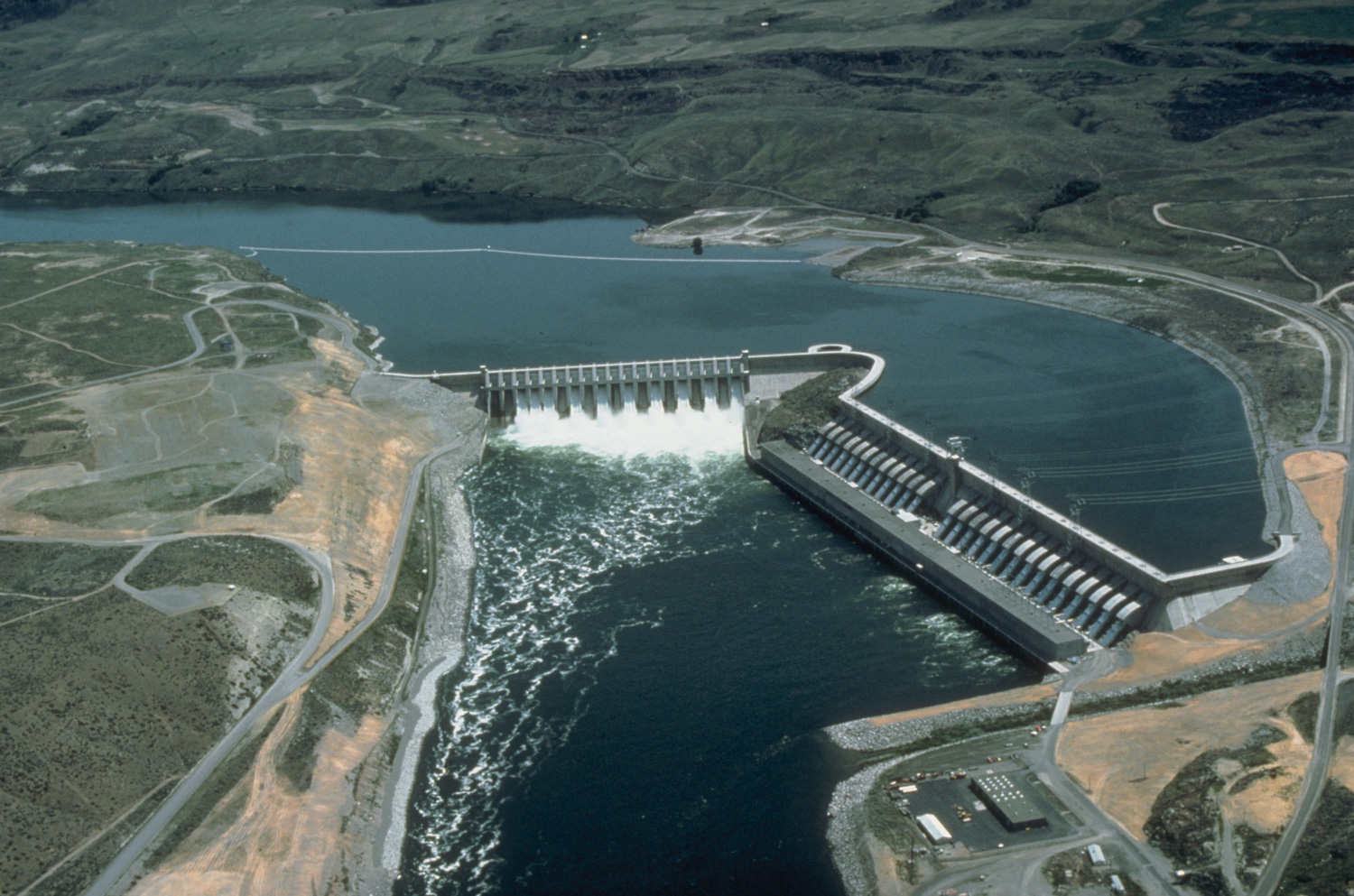
4번째로 큰 흐름식 수력 발전소인 조지프 추장은 이다.

| 발전소                                   | 국가           | 위치                                                                | 용량 (MW) | Ref     |
| ---------------------------------------- | -------------- | ------------------------------------------------------------------- | --------- | ------- |
| 지라우                                   | 브라질         | 남위 9° 15′ 0″ 서경 64° 24′ 0″ / 남위 9.25000° 서경 64.40000°       | 3,750     | [ 120 ] |
| 산투 안토니우                            | 브라질         | 남위 8° 48′ 6″ 서경 63° 57′ 3″ / 남위 8.80167° 서경 63.95083°       | 3,568     | [ 121 ] |
| 거저우바 수리 제어 및 수력 발전 프로젝트 | 중화인민공화국 | 북위 30° 44′ 23″ 동경 111° 16′ 20″ / 북위 30.73972° 동경 111.27222° | 2,715     | [ 122 ] |
| 조지프 추장                              | 미국           | 북위 47° 59′ 43″ 서경 119° 38′ 00″ / 북위 47.99528° 서경 119.63333° | 2,620     |         |
| 존 데이                                  | 미국           | 북위 45° 52′ 49″ 서경 120° 41′ 40″ / 북위 45.88028° 서경 120.69444° | 2,160     | [ 123 ] |

#### 조력

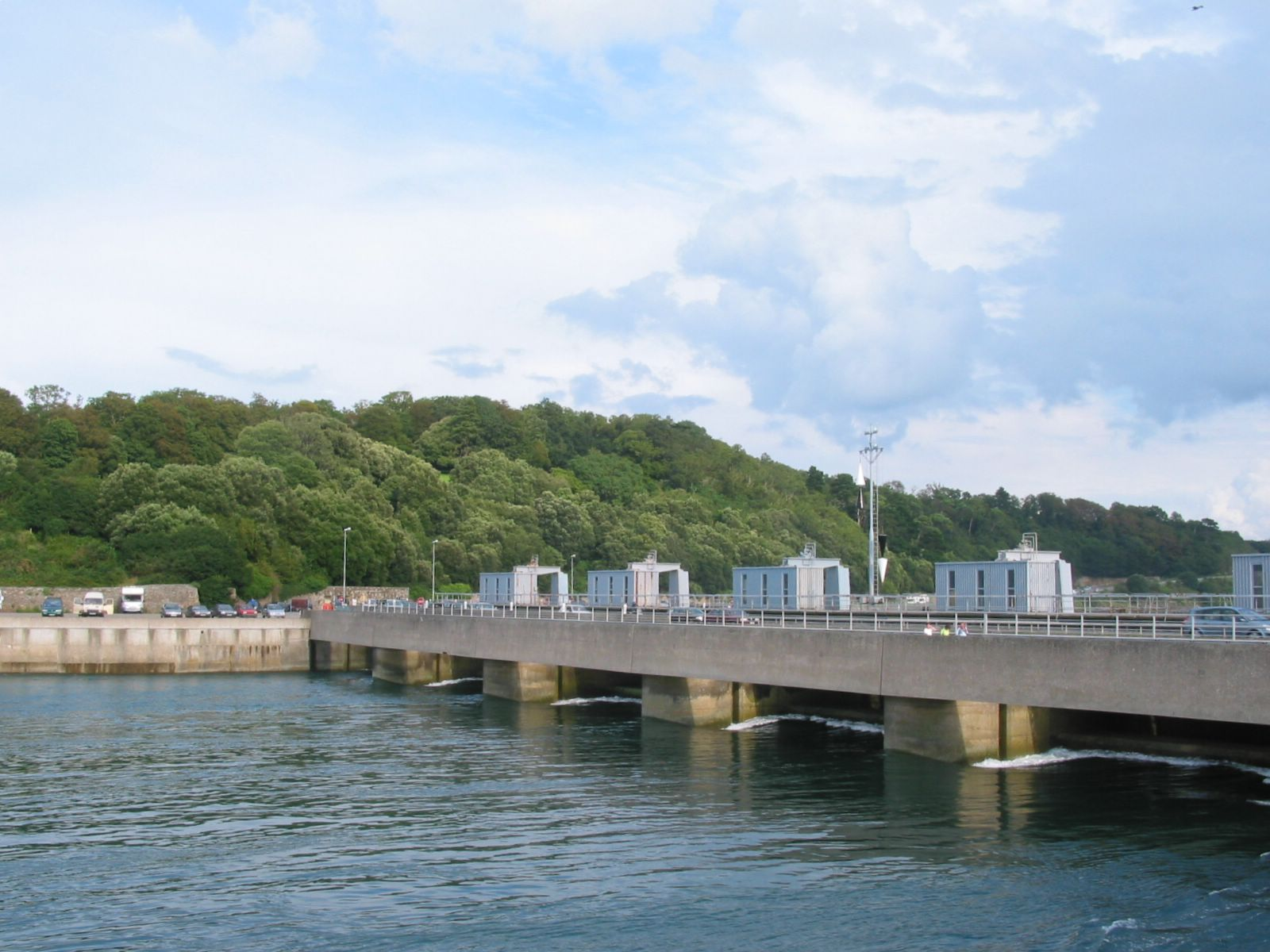
2번째로 큰 조력 발전소인 랑스는 이다.

| 순위 | 발전소        | 국가           | 위치                                                                | 용량 (MW) | Ref     |
| ---- | ------------- | -------------- | ------------------------------------------------------------------- | --------- | ------- |
| 1.   | 시화호        | 대한민국       | 북위 37° 18′ 47″ 동경 126° 36′ 46″ / 북위 37.31306° 동경 126.61278° | 254       |         |
| 2.   | 랑스          | 프랑스         | 북위 48° 37′ 05″ 서경 02° 01′ 24″ / 북위 48.61806° 서경 2.02333°    | 240       |         |
| 3.   | 메이젠        | 영국           | 북위 58° 39′ 30″ 서경 3° 7′ 30″ / 북위 58.65833° 서경 3.12500°      | 6.0       |         |
| 4.   | 장샤          | 중화인민공화국 | 북위 28° 20′ 34″ 동경 121° 14′ 25″ / 북위 28.34278° 동경 121.24028° | 3.9       | [ 124 ] |
| 5.   | 키슬라야 구바 | 러시아         | 북위 69° 22′ 37″ 동경 33° 04′ 34″ / 북위 69.37694° 동경 33.07611°   | 1.7       |         |

### 태양 에너지 발전

#### 태양광 발전

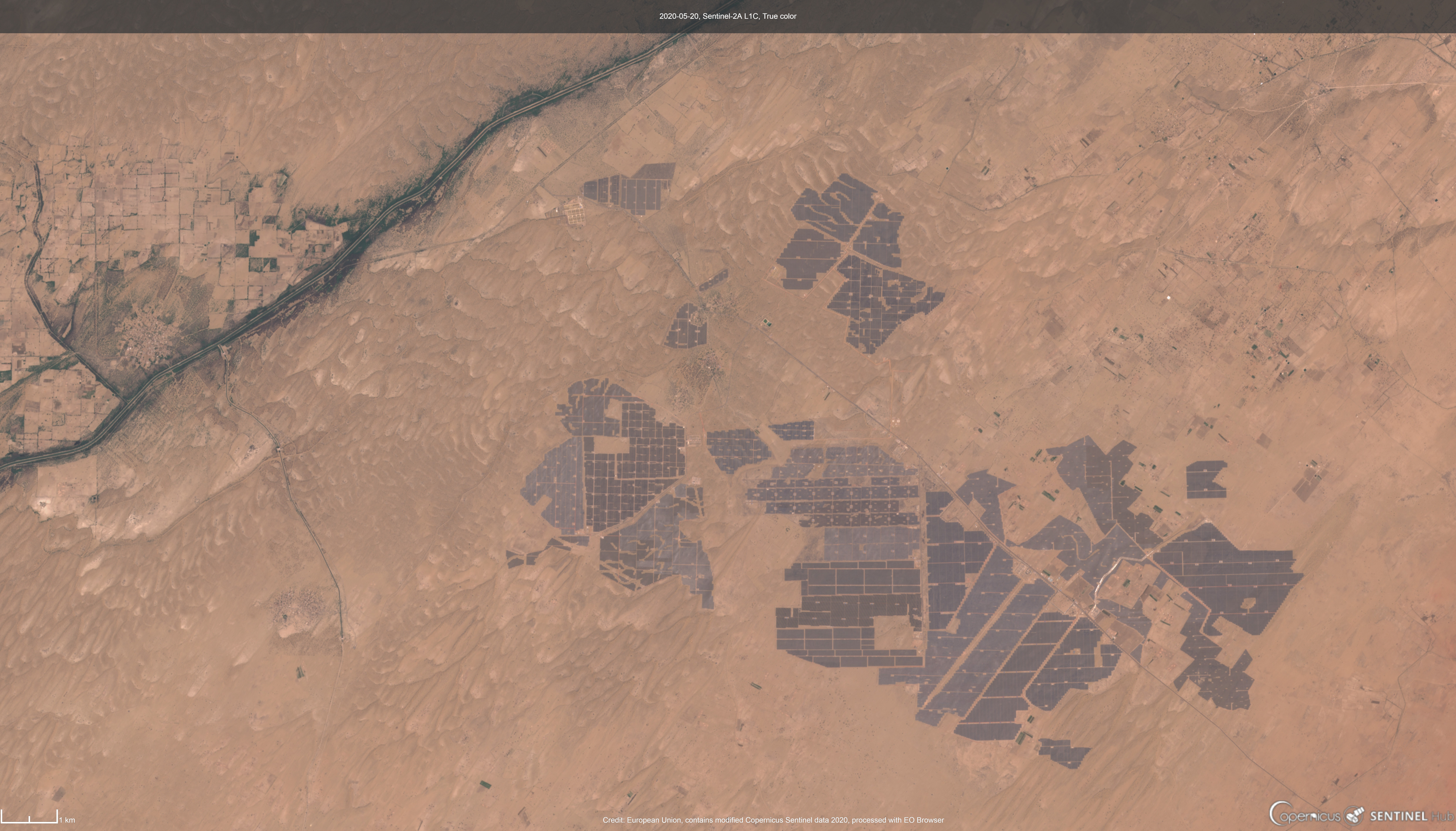
인도의 바들라 태양광 공원 위성 사진, 세계 최대 태양광 공원 중 하나이다.

| 발전소                         | 국가           | 위치 | 용량 (MW) | Ref             |
| ------------------------------ | -------------- | --- | --------- | --------------- |
| 공허 탈라탄 태양광 공원        | 중화인민공화국 | 북위 36° 10′ 54″ 동경 100° 34′ 41″ / 북위 36.18167° 동경 100.57806°                                                                    | 15,600    | [ 125 ] [ 126 ] |
| 우르트모린 태양광 공원         | 중화인민공화국 | 북위 36° 48′ 49″ 동경 93° 25′ 41″ / 북위 36.8135° 동경 93.4281°                                                                        | 6,100     |                 |
| 미둥 태양광 공원               | 중화인민공화국 | 북위 44° 43′ 30″ 동경 87° 40′ 44″ / 북위 44.725° 동경 87.679°                                                                          | 5,000     | [ 127 ] [ 128 ] |
| 호브크 태양광 공원             | 중화인민공화국 | 북위 40° 23′ 48″ 동경 108° 52′ 50″ / 북위 40.3967° 동경 108.88052° 북위 40° 18′ 09″ 동경 109° 43′ 17″ / 북위 40.30244° 동경 109.72149° | 4,000     |                 |
| 뤄창 태양광 공원               | 중화인민공화국 | 북위 38° 54′ 18″ 동경 88° 15′ 08″ / 북위 38.9050° 동경 88.2522°                                                                        | 4,000     |                 |
| 오토그 프론트 배너 태양광 공원 | 중화인민공화국 | 북위 38° 26′ 08″ 동경 106° 53′ 03″ / 북위 38.43564° 동경 106.88427°                                                                    | 4,000     |                 |
| 우르트모린 태양광 공원         | 중화인민공화국 | 북위 36° 48′ 49″ 동경 93° 25′ 41″ / 북위 36.8135° 동경 93.4281°                                                                        | 3,650     |                 |
| 걸무드 동부 태양광 공원        | 중화인민공화국 | 북위 36° 22′ 16″ 동경 95° 11′ 36″ / 북위 36.3711° 동경 95.1934°                                                                        | 3,550     |                 |
| 덴링하 태양광 공원             | 중화인민공화국 | 북위 33° 13′ 20″ 동경 97° 07′ 26″ / 북위 33.2221° 동경 97.1239°                                                                        | 3,350     |                 |
| 멍시 란하이 태양광 발전소      | 중화인민공화국 | | 3,000     |                 |

#### 집광형 태양열

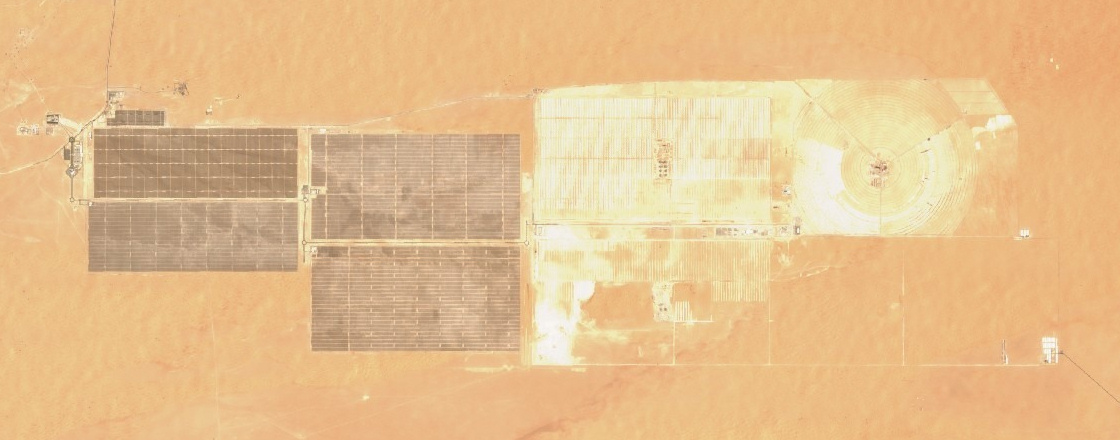
모하메드 빈 라시드 알 막툼 태양광 공원, 세계 최대 단일 부지 집광형 태양광 발전소

| 발전소                                       | 국가         | 위치                                                                | 용량 (MW) | Ref                     |
| -------------------------------------------- | ------------ | ------------------------------------------------------------------- | --------- | ----------------------- |
| 모하메드 빈 라시드 알 막툼 태양광 공원 4단계 | 아랍에미리트 | 북위 24° 45′ 17″ 동경 55° 21′ 54″ / 북위 24.7547° 동경 55.365°      | 700       | [ 129 ] [ 130 ] [ 131 ] |
| 와르자자트                                   | 모로코       | 북위 30° 59′ 40″ 서경 06° 51′ 48″ / 북위 30.99444° 서경 6.86333°    | 510       | [ 132 ]                 |
| 아이밴파                                     | 미국         | 북위 35° 34′ 서경 115° 28′  / 북위 35.567° 서경 115.467°            | 392       | [ 133 ]                 |
| 솔라나                                       | 미국         | 북위 32° 55′ 서경 112° 58′  / 북위 32.917° 서경 112.967°            | 280       | [ 134 ]                 |
| 제네시스                                     | 미국         | 북위 33° 38′ 38″ 서경 114° 59′ 17″ / 북위 33.64389° 서경 114.98806° | 280       | [ 135 ]                 |
| 모하비 태양광 프로젝트                       | 미국         | 북위 35° 00′ 40″ 서경 117° 19′ 30″ / 북위 35.01111° 서경 117.32500° | 280       | [ 136 ] [ 137 ] [ 138 ] |
| 솔라벤                                       | 스페인       | 북위 39° 13′ 29″ 서경 5° 23′ 26″ / 북위 39.22472° 서경 5.39056°     | 200       | [ 139 ]                 |
| SEGS                                         | 미국         | 북위 35° 01′ 54″ 서경 117° 20′ 53″ / 북위 35.03167° 서경 117.34806° | 160       | [ 140 ]                 |
| 솔노바                                       | 스페인       | 북위 37° 25′ 00″ 서경 06° 17′ 20″ / 북위 37.41667° 서경 6.28889°    | 150       |                         |
| 안다솔                                       | 스페인       | 북위 37° 13′ 43″ 서경 03° 04′ 07″ / 북위 37.22861° 서경 3.06861°    | 150       | [ 141 ] [ 142 ]         |

### 풍력

#### 육상

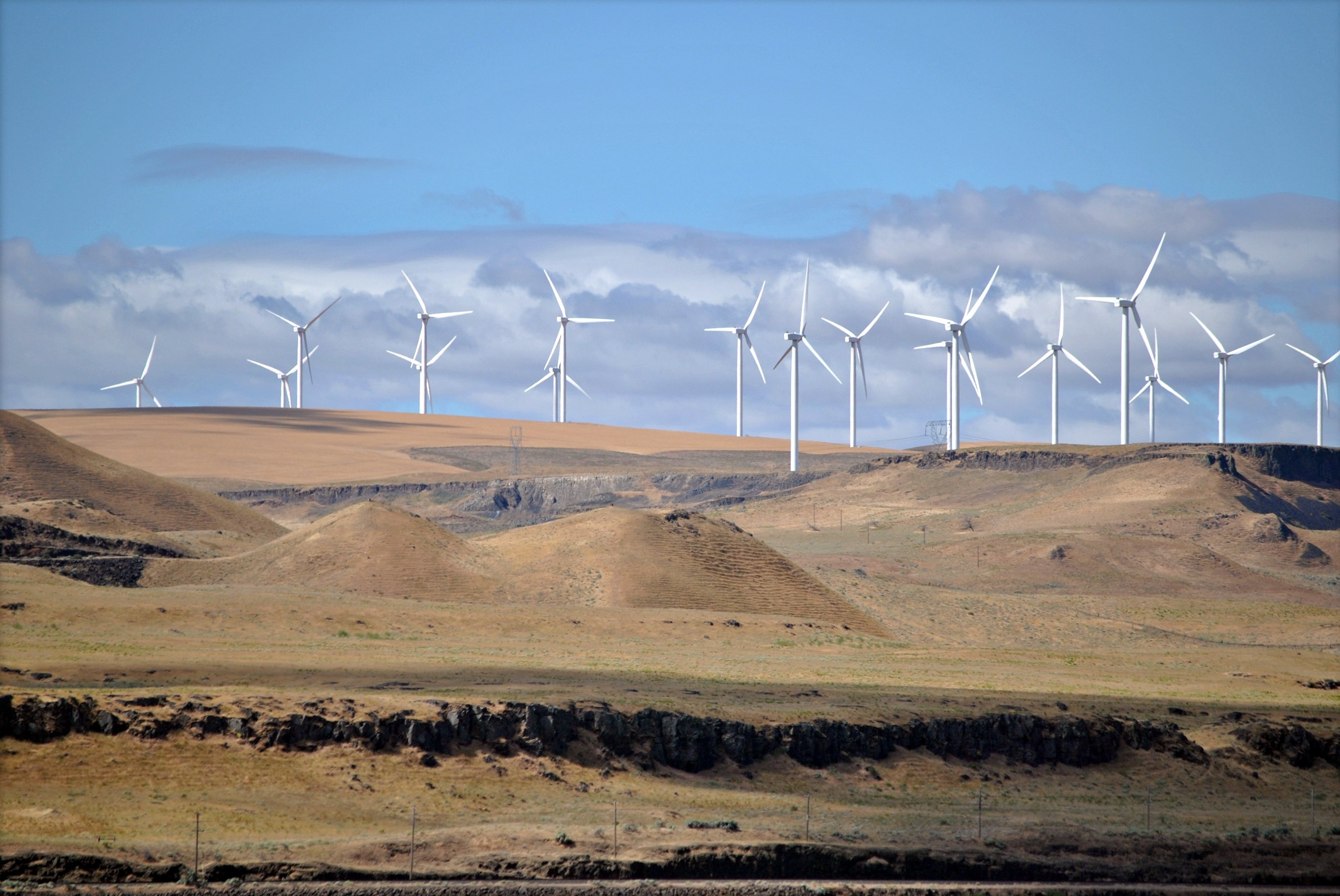
6번째로 큰 풍력 발전소인 셰퍼즈 플랫 풍력 발전소는 이다.

| 발전소                 | 국가           | 위치                                                               | 용량 (MW) | Ref             |
| ---------------------- | -------------- | ------------------------------------------------------------------ | --------- | --------------- |
| 간쑤                   | 중화인민공화국 | 북위 40° 12′ 00″ 동경 96° 54′ 00″ / 북위 40.20000° 동경 96.90000°  | 7,965     | [ 25 ]          |
| 마르크뷔그덴           | 스웨덴         | 북위 65° 25′ 동경 20° 40′  / 북위 65.417° 동경 20.667°             | 2,000     | [ 143 ]         |
| 알타                   | 미국           | 북위 35° 1′ 16″ 서경 118° 19′ 14″ / 북위 35.02111° 서경 118.32056° | 1,548     | [ 25 ]          |
| 무판달                 | 인도           | 북위 8° 15′ 39″ 동경 77° 32′ 19″ / 북위 8.260706° 동경 77.538575°  | 1,500     | [ 144 ]         |
| 자이살메르             | 인도           | 북위 26° 55′ 12″ 동경 70° 54′ 00″ / 북위 26.92000° 동경 70.90000°  | 1,064     | [ 25 ]          |
| 포센 빈드              | 노르웨이       | 북위 63° 43′ 0″ 동경 10° 15′ 0″ / 북위 63.71667° 동경 10.25000°    | 1,057     | [ 145 ] [ 146 ] |
| 웨스턴 스피릿 풍력     | 미국           |                                                                    | 1,050     | [ 147 ]         |
| 그레이트 프레리 풍력   | 미국           |                                                                    | 1,027     | [ 148 ]         |
| 트래버스 풍력 프로젝트 | 미국           |                                                                    | 998       | [ 149 ]         |
| 로스 비엔토스          | 미국           | 북위 26° 19′ 51″ 서경 97° 35′ 09″ / 북위 26.33083° 서경 97.58583°  | 912       | [ 150 ]         |

#### 해상
| 발전소                 | 국가     | 위치                                                                     | 용량 (MW) | Ref             |
| ---------------------- | -------- | ------------------------------------------------------------------------ | --------- | --------------- |
| 혼시 2                 | 영국     | 북위 53° 54′ 36.0″ 동경 1° 33′ 6.5″ / 북위 53.910000° 동경 1.551806°     | 1,386     | [ 151 ] [ 152 ] |
| 혼시 1                 | 영국     | 북위 53° 53′ 06″ 동경 1° 47′ 28″ / 북위 53.885° 동경 1.791°              | 1,218     | [ 153 ] [ 154 ] |
| 시그린                 | 영국     | 북위 56° 35′ 17″ 서경 1° 44′ 28″ / 북위 56.58806° 서경 1.74111°          | 1,075     | [ 155 ]         |
| 모리 동부              | 영국     | 북위 58° 10′ 1.49″ 서경 2° 41′ 54.67″ / 북위 58.1670806° 서경 2.6985194° | 950       | [ 156 ]         |
| 그레이터 창화 (1 & 2A) | 중화민국 | 북위 24° 09′ 21″ 동경 119° 52′ 10″ / 북위 24.1558° 동경 119.8694°        | 900       | [ 157 ]         |
| 트리톤 놀              | 영국     | 북위 53° 24′ 동경 0° 54′  / 북위 53.400° 동경 0.900°                     | 857       | [ 158 ] [ 159 ] |
| 홀란츠 커스트 노르트   | 네덜란드 | 북위 52° 42′ 54.4″ 동경 4° 15′ 3.6″ / 북위 52.715111° 동경 4.251000°     | 759       | [ 160 ]         |
| 보르셀레 I & II        | 네덜란드 | 북위 51° 42′ 10″ 동경 3° 4′ 34″ / 북위 51.70278° 동경 3.07611°           | 752       | [ 161 ] [ 162 ] |
| 보르셀레 III & IV      | 네덜란드 | 북위 51° 42′ 25.2″ 동경 2° 54′ 44.6″ / 북위 51.707000° 동경 2.912389°    | 735.1     | [ 163 ] [ 164 ] |
| 이스트 앵글리아 원     | 영국     | 북위 52° 39′ 57″ 동경 2° 17′ 44″ / 북위 52.66583° 동경 2.29556°          | 714       | [ 165 ] [ 166 ] |

#### 수소 하이브리드
| 공동체                                 | 국가                   | 풍력 MW |
| -------------------------------------- | ---------------------- | ------- |
| 라메아, 뉴펀들랜드 래브라도            | 뉴펀들랜드, 캐나다     | 0.3     |
| 프린스에드워드아일랜드 풍력-수소 마을  | PEI, 캐나다            |         |
| 롤란섬                                 | 덴마크                 |         |
| 마이놋                                 | 노스다코타, 미국       |         |
| 콜루엘 카이케                          | 산타크루스, 아르헨티나 |         |
| 레이디무어 재생 에너지 프로젝트 (LREP) | 스코틀랜드             |         |
| 헌터스턴 수소 프로젝트                 | 스코틀랜드             |         |
| RES2H2                                 | 그리스                 | 0.50    |
| 언스트                                 | 스코틀랜드             | 0.03    |
| 우트시라                               | 노르웨이               | 0.60    |

## 저장 발전소

### 양수 발전

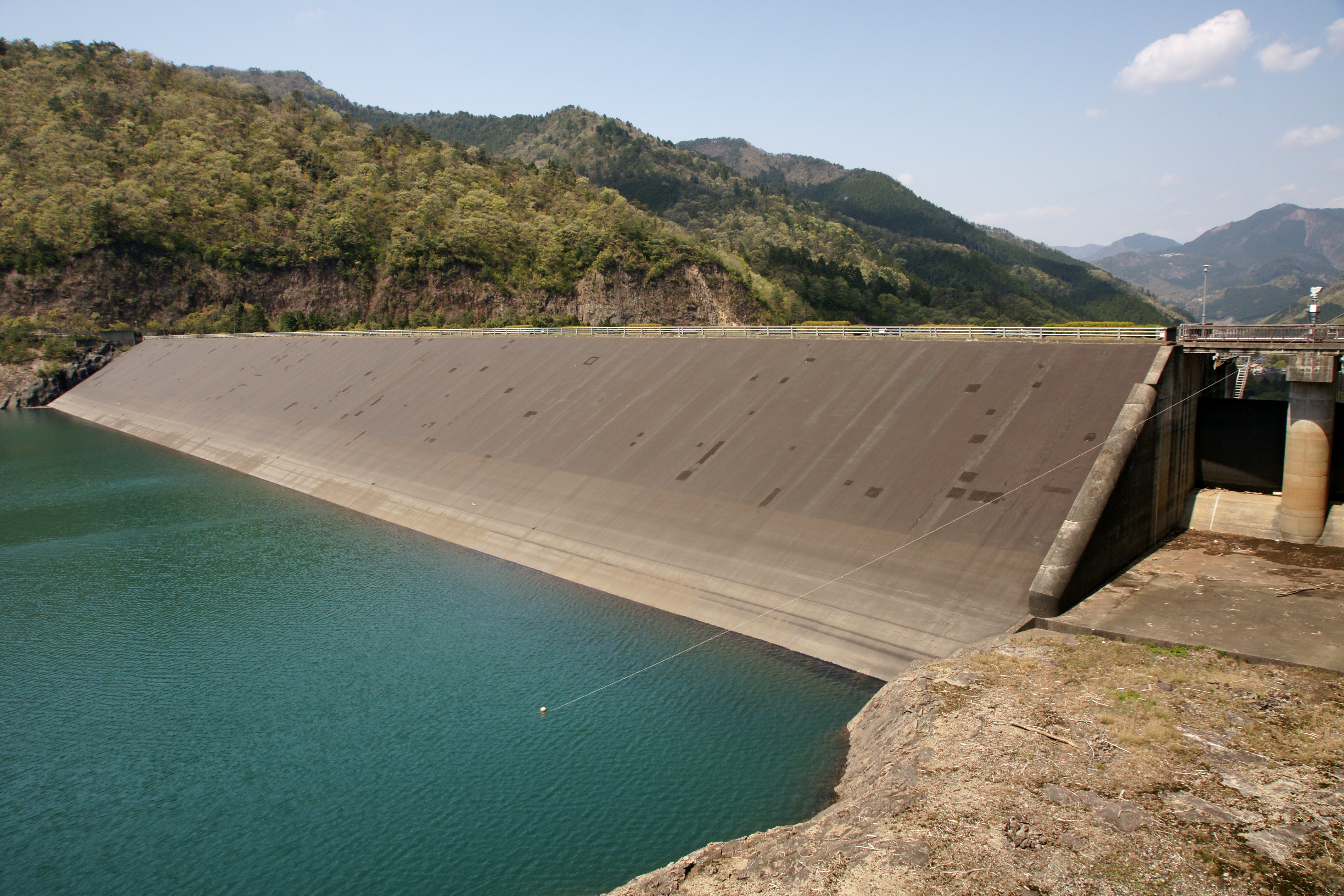
오쿠타타라기 양수 발전소의 상부 저수지,

| 순위 | 발전소      | 국가           | 위치                                                                | 용량 (MW) | Ref             |
| ---- | ----------- | -------------- | ------------------------------------------------------------------- | --------- | --------------- |
| 1.   | 펑닝        | 중화인민공화국 | 북위 41° 40′ 34″ 동경 116° 32′ 58″ / 북위 41.67611° 동경 116.54944° | 3,600     | [ 176 ]         |
| 2.   | 배스 카운티 | 미국           | 북위 38° 12′ 32″ 서경 79° 48′ 00″ / 북위 38.20889° 서경 79.80000°   | 3,003     | [ 177 ]         |
| 3.   | 후이저우    | 중화인민공화국 | 북위 23° 16′ 07″ 동경 114° 18′ 50″ / 북위 23.26861° 동경 114.31389° | 2,448     | [ 178 ]         |
| 4.   | 광둥        | 중화인민공화국 | 북위 23° 45′ 52″ 동경 113° 57′ 12″ / 북위 23.76444° 동경 113.95333° | 2,400     | [ 179 ] [ 180 ] |
| 5.   | 러딩턴      | 미국           | 북위 43° 53′ 37″ 서경 86° 26′ 43″ / 북위 43.89361° 서경 86.44528°   | 2,172     | [ 181 ]         |

### 배터리 저장
| 순위 | 발전소                                       | 국가           | 위치                                                                          | 용량 (MW) | Ref     |
| ---- | -------------------------------------------- | -------------- | ----------------------------------------------------------------------------- | --------- | ------- |
| 1.   | 에드워즈 샌본 태양광 및 에너지 저장 프로젝트 | 미국           |                                                                               | 875       | [ 182 ] |
| 2.   | 모스 랜딩 에너지 저장 시설                   | 미국           | 북위 36° 48′ 17.54″ 서경 121° 46′ 55.19″ / 북위 36.8048722° 서경 121.7819972° | 750       | [ 183 ] |
| 3.   | 마나티 에너지 저장 센터                      | 미국           |                                                                               | 409       | [ 184 ] |
| 4.   | 제미니 태양광                                | 미국           |                                                                               | 380       | [ 185 ] |
| 5.   | 데저트 피크 에너지 저장 I                    | 미국           |                                                                               | 325       | [ 148 ] |
| 6.   | 선라이트 스토리지 II                         | 미국           |                                                                               | 300       | [ 186 ] |
| -    | 로데오 랜치 에너지 저장                      | 미국           |                                                                               | 300       | [ 187 ] |
| -    | 빅토리아 빅 배터리                           | 오스트레일리아 | 남위 38° 2′ 24″ 동경 144° 17′ 24″ / 남위 38.04000° 동경 144.29000°            | 300       | [ 188 ] |
| 9.   | 소노란 태양 에너지                           | 미국           |                                                                               | 260       | [ 148 ] |
| 10.  | 데코르도바 에너지 저장 시설                  | 미국           |                                                                               | 260       | [ 189 ] |

### 용융염
| 이름 | 발전소                             | 국가   | 좌표                                                                    | 용량 (MW) | Ref             |
| ---- | ---------------------------------- | ------ | ----------------------------------------------------------------------- | --------- | --------------- |
| 1.   | 와르자자트 태양광 발전소           | 모로코 | 북위 30° 59′ 40″ 서경 6° 51′ 48″ / 북위 30.99444° 서경 6.86333°         | 510       | [ 190 ] [ 191 ] |
| 2.   | 솔라나                             | 미국   | 북위 32° 55′ 서경 112° 58′  / 북위 32.917° 서경 112.967°                | 280       | [ 192 ] [ 193 ] |
| 3.   | 안다솔                             | 스페인 | 북위 37° 13′ 42.70″ 서경 3° 4′ 6.73″ / 북위 37.2285278° 서경 3.0685361° | 150       | [ 194 ] [ 195 ] |
| 4.   | 엑스트레솔                         | 스페인 | 북위 38° 39′ 서경 6° 44′  / 북위 38.650° 서경 6.733°                    | 150       | [ 196 ] [ 197 ] |
| 5.   | 크레센트 듄즈 태양 에너지 프로젝트 | 미국   | 북위 38° 14′ 서경 117° 22′  / 북위 38.233° 서경 117.367°                | 125       | [ 198 ] [ 199 ] |

## 각 국가별 최대 발전소 및 발전기 목록
| 국가              | 최대 시설                             | 위치                                                                            | 용량 (MW) | 연료 유형      | 최대 발전기 (발전소 이름) | 위치                                                                    | 발전기 용량 (MW) | 연료 유형    | Refs |
| ----------------- | ------------------------------------- | ------------------------------------------------------------------------------- | --------- | -------------- | ------------------------- | ----------------------------------------------------------------------- | ---------------- | ------------ | --- |
| 아프가니스탄      | 나글루                                | 북위 34° 38′ 28″ 동경 69° 43′ 01″ / 북위 34.64111° 동경 69.71694°               | 100       | 수력           |                           |                                                                         |                  |              | [ 200 ] |
| 알바니아          | 코만                                  | 북위 42° 06′ 23″ 동경 19° 49′ 37″ / 북위 42.10639° 동경 19.82694°               | 600       | 수력           |                           |                                                                         |                  |              | [ 201 ] |
| 알제리            | 하즈레트 엔-누스                      | 북위 36° 34′ 36″ 동경 02° 04′ 47″ / 북위 36.57667° 동경 2.07972°                | 1,260     | 가스           | 스키크다                  | 북위 36° 52′ 44″ 동경 06° 56′ 12″ / 북위 36.87889° 동경 6.93667°        | 440              | 가스         | [ 202 ] [ 203 ] |
| 아르헨티나        | 야시레타                              | 남위 27° 28′ 58″ 서경 56° 43′ 30″ / 남위 27.48278° 서경 56.72500°               | 3,100     | 수력           | 아투차 II – CNAII         | 남위 32° 13′ 54″ 서경 64° 26′ 38″ / 남위 32.23167° 서경 64.44389°       | 745              | 원자력       | [ 204 ] [ 205 ] [ 206 ] |
| 아르메니아        | 흐라즈단                              | 북위 40° 33′ 59″ 동경 44° 45′ 03″ / 북위 40.56639° 동경 44.75083°               | 1,590     | 가스/석유      |                           |                                                                         |                  |              | |
| 오스트레일리아    | 에어링                                | 남위 33° 03′ 44″ 동경 151° 31′ 13″ / 남위 33.06222° 동경 151.52028°             | 2,880     | 석탄           | 코간 크릭                 | 남위 26° 54′ 59″ 동경 150° 44′ 57″ / 남위 26.91639° 동경 150.74917°     | 750              | 석탄         | [ 207 ] [ 208 ] |
| 오스트리아        | 심머링                                | 북위 48° 10′ 52″ 동경 16° 26′ 06″ / 북위 48.18111° 동경 16.43500°               | 1,700     | 가스           | 뒤른로르                  | 북위 48° 19′ 32″ 동경 15° 55′ 25″ / 북위 48.32556° 동경 15.92361°       | 405              | 석탄         | [ 209 ] [ 210 ] |
| 아제르바이잔      | 아제르바이잔                          | 북위 40° 46′ 49″ 동경 46° 59′ 30″ / 북위 40.78028° 동경 46.99167°               | 2,400     | 연료유         |                           |                                                                         |                  |              | |
| 방글라데시        | 아슈간지                              | 북위 24° 02′ 35″ 동경 91° 01′ 06″ / 북위 24.04306° 동경 91.01833°               | 1569.67   | 가스           | 400MW CCPP (동부)         | 북위 24° 02′ 35″ 동경 91° 01′ 06″ / 북위 24.04306° 동경 91.01833°       | 400.16           | 가스         | [ 211 ] |
| 벨라루스          | 루콤리                                | 북위 54° 40′ 51″ 동경 29° 08′ 05″ / 북위 54.68083° 동경 29.13472°               | 2,890     | 가스           |                           |                                                                         |                  |              | |
| 벨기에            | 티앙주                                | 북위 50° 32′ 5″ 동경 5° 16′ 21″ / 북위 50.53472° 동경 5.27250°                  | 3,008     | 원자력         | 티앙주 3호기              | 북위 50° 32′ 5″ 동경 5° 16′ 21″ / 북위 50.53472° 동경 5.27250°          | 1,065            | 원자력       | [ 212 ] [ 213 ] |
| 부탄              | 탈라                                  | 북위 27° 02′ 09″ 동경 89° 35′ 49″ / 북위 27.03583° 동경 89.59694°               | 1,020     | 수력           | 탈라                      | 북위 27° 02′ 09″ 동경 89° 35′ 49″ / 북위 27.03583° 동경 89.59694°       | 170              | 수력         | |
| 브라질            | 이타이푸                              | 남위 25° 24′ 31″ 서경 54° 35′ 21″ / 남위 25.40861° 서경 54.58917°               | 14,000    | 수력           | 앙그라 II                 | 남위 23° 00′ 30″ 서경 44° 27′ 26″ / 남위 23.00833° 서경 44.45722°       | 1,350            | 원자력       | [ 214 ] |
| 불가리아          | 코즐로두이                            | 북위 43° 44′ 46″ 동경 23° 46′ 14″ / 북위 43.74611° 동경 23.77056°               | 2,000     | 원자력         |                           |                                                                         |                  |              | |
| 미얀마            | 예와                                  | 북위 21° 41′ 20″ 동경 96° 25′ 17″ / 북위 21.68889° 동경 96.42139°               | 790       | 수력           | 예와                      |                                                                         | 197              | 수력         | [ 215 ] |
| 캐나다            | 브루스                                | 북위 44° 19′ 31″ 서경 81° 35′ 58″ / 북위 44.32528° 서경 81.59944°               | 6,610     | 원자력         | 달링턴                    | 북위 43° 52′ 09″ 서경 78° 43′ 27″ / 북위 43.86917° 서경 78.72417°       | 878              | 원자력       | [ 86 ] [ 216 ] [ 217 ] |
| 칠레              | 벤타나스                              | 남위 32° 45′ 04″ 서경 71° 28′ 57″ / 남위 32.75111° 서경 71.48250°               | 875       | 석탄           | 아타카마                  |                                                                         | 370              | 가스         | |
| 중화인민공화국    | 싼샤                                  | 북위 30° 49′ 15″ 동경 111° 00′ 08″ / 북위 30.82083° 동경 111.00222°             | 22,500    | 수력           | 타이산                    | 북위 21° 55′ 04″ 동경 112° 58′ 55″ / 북위 21.91778° 동경 112.98194°     | 1,660            | 원자력       | [ 87 ] |
| 콜롬비아          | 이투안고                              | 북위 7° 08′ 04″ 서경 75° 39′ 43″ / 북위 7.13444° 서경 75.66194°                 | 2,456     | 수력           |                           |                                                                         |                  |              | |
| 코스타리카        | 리몬                                  | 북위 10° 3′ 56″ 서경 84° 34′ 48″ / 북위 10.06556° 서경 84.58000°                | 306       | 수력           |                           |                                                                         |                  |              | |
| 크로아티아        | HE 자쿠차츠                           | 북위 43° 27′ 26″ 동경 15° 42′ 8″ / 북위 43.45722° 동경 15.70222°                | 538       | 수력           | HE 자쿠차츠 A, B, C, D    |                                                                         | 134.5            | 수력         | [ 218 ] |
| 체코              | 테멜린                                | 북위 49° 10′ 48″ 동경 14° 22′ 34″ / 북위 49.18000° 동경 14.37611°               | 2,030     | 원자력         | 테멜린                    |                                                                         | 1,015            | 원자력       | [ 219 ] |
| 콩고 민주 공화국  | 잉가 II                               | 남위 5° 31′ 36″ 동경 13° 37′ 14″ / 남위 5.52667° 동경 13.62056°                 | 1,424     | 수력           |                           |                                                                         |                  |              | [ 220 ] |
| 덴마크            | 아스네스                              | 북위 55° 39′ 41″ 동경 11° 05′ 04″ / 북위 55.66139° 동경 11.08444°               | 1,057     | 석탄           |                           |                                                                         |                  |              | |
| 이집트            | 부룰루스 발전소(독일어)               | 북위 31° 31′ 46″ 동경 30° 48′ 32″ / 북위 31.52944° 동경 30.80889°               | 4,800     | 가스           |                           |                                                                         |                  |              | [ 80 ] |
| 에스토니아        | 에스티                                | 북위 59° 16′ 10″ 동경 27° 54′ 08″ / 북위 59.269565° 동경 27.902184°             | 1,615     | 오일 셰일      |                           |                                                                         |                  |              | |
| 에티오피아        | 코이샤                                | 북위 6° 34′ 39.5″ 동경 36° 32′ 54″ / 북위 6.577639° 동경 36.54833°              | 2,160     | 수력           |                           |                                                                         |                  |              | [ 221 ] |
| 핀란드            | 올킬루오토                            | 북위 61° 14′ 13″ 동경 21° 26′ 27″ / 북위 61.23694° 동경 21.44083°               | 3,380     | 원자력         | 올킬루오토 3호기          | 북위 61° 14′ 13″ 동경 21° 26′ 27″ / 북위 61.23694° 동경 21.44083°       | 1,600            | 원자력       | |
| 프랑스            | 그라벨린                              | 북위 51° 00′ 55″ 동경 02° 08′ 10″ / 북위 51.01528° 동경 2.13611°                | 5,460     | 원자력         | 플라망빌                  | 북위 49° 32′ 11″ 서경 01° 52′ 54″ / 북위 49.53639° 서경 1.88167°        | 4260             | 원자력       | [ 222 ] |
| 독일              | 노이라트                              | 북위 51° 02′ 15″ 서경 06° 36′ 58″ / 북위 51.03750° 서경 6.61611°                | 4,400     | 석탄           |                           |                                                                         |                  |              | |
| 가나              | 아코솜보                              | 북위 6° 17′ 59″ 동경 00° 03′ 34″ / 북위 6.29972° 동경 0.05944°                  | 1,020     | 수력           |                           |                                                                         |                  |              | |
| 그리스            | 아기오스 디미트리오스                 | 북위 40° 23′ 38″ 동경 21° 55′ 30″ / 북위 40.393757° 동경 21.925106°             | 1,585     | 석탄           | 5호기                     |                                                                         | 365              | 갈탄         | |
| 헝가리            | 팍스                                  | 북위 46° 34′ 21″ 동경 18° 51′ 15″ / 북위 46.57250° 동경 18.85417°               | 1,889     | 원자력         | 팍스                      | 북위 46° 34′ 21″ 동경 18° 51′ 15″ / 북위 46.57250° 동경 18.85417°       | 473              | 원자력       | |
| 아이슬란드        | 카라흐뉴카비르크윤                    | 북위 64° 56′ 서경 15° 48′  / 북위 64.933° 서경 15.800°                          | 690       | 수력           |                           |                                                                         |                  |              | [ 223 ] |
| 인도              | 빈드햐찰                              | 북위 24° 05′ 53″ 동경 82° 40′ 18″ / 북위 24.09806° 동경 82.67167°               | 4,760     | 석탄           | 쿠단쿨람                  | 북위 08° 10′ 03″ 동경 77° 42′ 46″ / 북위 8.16750° 동경 77.71278°        | 2000             | 원자력       | [ 224 ] |
| 인도네시아        | 파이톤                                |                                                                                 | 4,710     | 석탄           | 파이톤                    |                                                                         | 800              | 석탄         | |
| 이란              | 다마반드                              |                                                                                 | 2,868     | 가스           |                           |                                                                         |                  |              | [ 225 ] [ 226 ] |
| 이라크            | 알-셰말                               |                                                                                 | 2,100     | 연료유         |                           |                                                                         |                  |              | |
| 이스라엘          | 오로트 라빈                           | 북위 32° 28′ 12″ 동경 34° 53′ 16″ / 북위 32.47000° 동경 34.88778°               | 2,590     | 석탄           | 루텐버그                  | 북위 31° 37′ 48″ 동경 34° 31′ 18″ / 북위 31.63000° 동경 34.52167°       | 575              | 석탄         | |
| 이탈리아          | 알레산드로 볼타                       | 북위 42° 21′ 33″ 동경 11° 31′ 47″ / 북위 42.35917° 동경 11.52972°               | 3,600     | 가스           |                           |                                                                         |                  | 연료유, 가스 | |
| 자메이카          | 사우스 자메이카 발전 센터             | 북위 17° 54′ 01″ 서경 77° 06′ 30″ / 북위 17.9004° 서경 77.1082°                 | 192       | 가스           |                           |                                                                         |                  |              | |
| 일본              | 가시와자키 가리와                     | 북위 37° 25′ 45″ 동경 138° 35′ 43″ / 북위 37.42917° 동경 138.59528°             | 7,965     | 원자력         | 헤키난 발전소             | 북위 34° 50′ 07″ 동경 136° 57′ 39″ / 북위 34.83528° 동경 136.96083°     | 1,000            | 석탄         | [ 227 ] |
| 케냐              | 기타루                                | 남위 00° 47′ 48″ 동경 37° 44′ 50″ / 남위 0.79667° 동경 37.74722°                | 225       | 수력           |                           |                                                                         |                  |              | [ 228 ] |
| 키르기스스탄      | 톡토굴                                | 북위 41° 39′ 25″ 동경 72° 38′ 9″ / 북위 41.65694° 동경 72.63583°                | 1,260     | 수력           | 톡토굴                    | 북위 41° 39′ 25″ 동경 72° 38′ 9″ / 북위 41.65694° 동경 72.63583°        | 360              | 수력         | [ 229 ] |
| 라트비아          | 플라비나스                            | 북위 56° 35′ 00″ 동경 25° 14′ 30″ / 북위 56.58333° 동경 25.24167°               | 883       | 수력           |                           |                                                                         |                  |              | |
| 레바논            | 주크                                  | 북위 33° 58′ 12″ 동경 35° 36′ 14″ / 북위 33.97000° 동경 35.60389°               | 607       | 연료유         | 주크 4                    | 북위 33° 58′ 12″ 동경 35° 36′ 14″ / 북위 33.97000° 동경 35.60389°       | 172              | 연료유       | [ 230 ] |
| 리투아니아        | 일렉트레나이                          | 북위 54° 46′ 15″ 동경 24° 38′ 46″ / 북위 54.77083° 동경 24.64611°               | 1,800     | 가스           |                           |                                                                         |                  |              | |
| 말레이시아        | 술탄 살라후딘 압둘 아지즈             | 북위 03° 07′ 01″ 동경 101° 19′ 19″ / 북위 3.11694° 동경 101.32194°              | 2,420     | 가스           | 투안쿠 자파르             | 북위 02° 31′ 59″ 동경 101° 47′ 28″ / 북위 2.53306° 동경 101.79111°      | 750              | 가스         | [ 231 ] |
| 멕시코            | 마누엘 모레노 토레스                  | 북위 16° 56′ 30″ 서경 93° 06′ 02″ / 북위 16.94167° 서경 93.10056°               | 2,430     | 수력           | 라구나 베르데             |                                                                         | 665              | 원자력       | [ 232 ] |
| 모로코            | 조르프 라스파르                       | 북위 33° 06′ 17″ 서경 08° 38′ 12″ / 북위 33.10472° 서경 8.63667°                | 1,356     | 석탄           |                           |                                                                         |                  |              | |
| 모잠비크          | 카호라 바사                           | 남위 15° 35′ 09″ 동경 32° 42′ 17″ / 남위 15.58583° 동경 32.70472°               | 2,075     | 수력           |                           |                                                                         |                  |              | |
| 네팔              | 어퍼 타마코시                         | 북위 27° 50′ 38″ 동경 86° 13′ 05″ / 북위 27.84389° 동경 86.21806°               | 456       | 수력           | 어퍼 타마코시             |                                                                         | 76               | 수력         | [ 233 ] |
| 네덜란드          | 클라우스                              | 북위 51° 09′ 21″ 동경 05° 54′ 25″ / 북위 51.15583° 동경 5.90694°                | 1,900     | 가스           |                           |                                                                         |                  |              | |
| 뉴질랜드          | 헌틀리                                | 남위 37° 32′ 38″ 동경 175° 9′ 10″ / 남위 37.54389° 동경 175.15278°              | 950       | 석탄/가스      | 헌틀리 5호기              | 남위 37° 32′ 38″ 동경 175° 9′ 10″ / 남위 37.54389° 동경 175.15278°      | 400              | 가스         | |
| 나이지리아        | 에그빈                                | 북위 06° 33′ 48″ 동경 03° 36′ 55″ / 북위 6.56333° 동경 3.61528°                 | 1,320     | 가스           |                           |                                                                         |                  |              | |
| 북마케도니아      | 비톨라                                | 북위 41° 03′ 29″ 동경 21° 29′ 00″ / 북위 41.05806° 동경 21.48333°               | 675       | 석탄           |                           |                                                                         |                  |              | |
| 노르웨이          | 크빌달                                |                                                                                 | 1,240     | 수력           |                           |                                                                         |                  |              | |
| 파키스탄          | 타르벨라                              | 북위 34° 05′ 23″ 동경 72° 41′ 54″ / 북위 34.08972° 동경 72.69833°               | 4,888     | 수력           |                           |                                                                         |                  |              | |
| 파나마            | 에넬 포르투나                         |                                                                                 | 300       | 수력           |                           |                                                                         |                  |              | |
| 파라과이          | 이타이푸                              | 남위 25° 24′ 31″ 서경 54° 35′ 21″ / 남위 25.40861° 서경 54.58917°               | 14,000    | 수력           |                           |                                                                         |                  |              | |
| 페루              | 만타로-타블라차카 수력 단지(스페인어) | 남위 12° 17′ 28″ 서경 74° 41′ 04″ / 남위 12.29111° 서경 74.68444°               | 1,008     | 수력           | 벤타닐라                  |                                                                         | 185              | 가스         | [ 236 ] [ 237 ] |
| 필리핀            | 수알                                  | 북위 13° 46′ 13″ 동경 121° 02′ 06″ / 북위 13.77028° 동경 121.03500°             | 1,500     | 가스           | 수알                      | 북위 16° 07′ 27″ 동경 120° 06′ 04″ / 북위 16.12417° 동경 120.10111°     | 647              | 석탄         | [ 238 ] [ 239 ] |
| 폴란드            | 베우하투프                            | 북위 51° 15′ 59″ 동경 19° 19′ 50″ / 북위 51.26639° 동경 19.33056°               | 5,102     | 석탄           | 베우하투프                | 북위 51° 15′ 59″ 동경 19° 19′ 50″ / 북위 51.26639° 동경 19.33056°       | 858              | 석탄         | |
| 포르투갈          | 페고                                  | 북위 39° 28′ 5″ 서경 8° 6′ 33″ / 북위 39.46806° 서경 8.10917°                   | 1,473     | 석탄, 천연가스 | 시네스                    | 북위 37° 55′ 57″ 서경 8° 48′ 14″ / 북위 37.93250° 서경 8.80389°         | 1,180            | 석탄         | |
| 카타르            | 라스 카르타스                         | 북위 25° 56′ 13″ 동경 51° 31′ 20″ / 북위 25.93694° 동경 51.52222°               | 2,730     | 가스           |                           |                                                                         |                  |              | |
| 루마니아          | 투르체니                              | 북위 44° 40′ 11″ 동경 23° 24′ 28″ / 북위 44.66972° 동경 23.40778°               | 2,640     | 석탄           | 체르나보다                |                                                                         | 706              | 원자력       | |
| 러시아            | 사야노-슈셴스카야                     | 북위 54° 49′ 33″ 동경 91° 22′ 13″ / 북위 54.82583° 동경 91.37028°               | 6,400     | 수력           | 코스트로마                | 북위 57° 27′ 22″ 동경 41° 10′ 20″ / 북위 57.45611° 동경 41.17222°       | 1,200            | 가스         | [ 40 ] |
| 르완다            | 냐바롱고                              | 남위 1° 59′ 19.4″ 동경 29° 37′ 59.3″ / 남위 1.988722° 동경 29.633139°           | 28        | 수력           |                           |                                                                         |                  |              | |
| 사우디아라비아    | 쇼아바                                | 북위 20° 40′ 48″ 동경 139° 31′ 24″ / 북위 20.68000° 동경 139.52333°             | 5,600     | 연료유         |                           |                                                                         | 730              |              | |
| 세르비아          | TENT                                  | TENT-A: 북위 44° 40′ 11.5″ 동경 20° 09′ 35.5″ / 북위 44.669861° 동경 20.159861° | 3,286     | 석탄           | TENT B1/B2                | 북위 44° 39′ 14.4″ 동경 20° 00′ 20.8″ / 북위 44.654000° 동경 20.005778° | 620              | 석탄         | [ 240 ] [ 241 ] [ 242 ] [ 243 ] |
| 싱가포르          | 투아스                                | 북위 01° 17′ 20″ 동경 103° 38′ 29″ / 북위 1.28889° 동경 103.64139°              | 1,470     | 가스           | 투아스                    | 북위 01° 17′ 20″ 동경 103° 38′ 29″ / 북위 1.28889° 동경 103.64139°      | 600              | 석유         | [ 244 ] [ 245 ] |
| 슬로베니아        | 크르슈코                              | 북위 45° 56′ 18″ 동경 15° 30′ 56″ / 북위 45.9382023° 동경 15.5154258°           | 696       | 원자력         |                           |                                                                         |                  |              | [ 246 ] |
| 남아프리카 공화국 | 쿠실레                                | 남위 23° 42′ 00″ 동경 27° 33′ 00″ / 남위 23.70000° 동경 27.55000°               | 4,800     | 석탄           | 코에베르흐                |                                                                         | 930              | 원자력       | [ 247 ] |
| 대한민국          | 고리                                  | 북위 35° 15′ 13″ 동경 129° 17′ 40″ / 북위 35.25361° 동경 129.29444°             | 7,411     | 원자력         |                           |                                                                         |                  |              | [ 248 ] [ 30 ] |
| 스페인            | 알마라스                              | 북위 39° 48′ 29″ 서경 05° 41′ 49″ / 북위 39.80806° 서경 5.69694°                | 2,017     | 원자력         | 알마라스                  | 북위 39° 48′ 29″ 서경 05° 41′ 49″ / 북위 39.80806° 서경 5.69694°        | 1,011            | 원자력       | [ 249 ] |
| 스리랑카          | 락비자야                              | 북위 08° 01′ 06″ 동경 79° 43′ 22″ / 북위 8.01833° 동경 79.72278°                | 900       | 석탄           | 락비자야                  | 북위 08° 01′ 06″ 동경 79° 43′ 22″ / 북위 8.01833° 동경 79.72278°        | 300              | 석탄         | [ 250 ] [ 251 ] |
| 수단              | 로세이레스                            | 북위 11° 47′ 56″ 동경 34° 23′ 17″ / 북위 11.79889° 동경 34.38806°               | 1,800     | 수력           |                           |                                                                         |                  |              | [ 252 ] |
| 수리남            | 아포바카                              | 북위 4° 58′ 56″ 서경 54° 59′ 32″ / 북위 4.98222° 서경 54.99222°                 | 180       | 수력           |                           |                                                                         |                  |              | |
| 스웨덴            | 포스마르크                            | 북위 60° 24′ 12″ 동경 18° 10′ 00″ / 북위 60.40333° 동경 18.16667°               | 3,333     | 원자력         | 오스카르스함              | 북위 57° 24′ 56″ 동경 16° 40′ 16″ / 북위 57.41556° 동경 16.67111°       | 1,400            | 원자력       | title=스웨덴의 원자력 발전소\|publisher=국제원자력기구 (IAEA)\|url=http://www.iaea.org/PRIS/CountryStatistics/CountryDetails.aspx?current=SE%7Caccess-date=2014년 3월 9 |

1. 1 2 3  “Three Gorges Dam”. 2010년 3월 3일에 원본 문서에서 보존된 문서. 2010년 3월 20일에 확인함.
2. ↑  “A Brief History of Hydropower Development Baihetan” (중국어). Baihetan China – Ningxia County Public Information Network. 2009년 12월 2일. 2011년 8월 23일에 원본 문서에서 보존된 문서. 2011년 3월 20일에 확인함.
3. ↑  “Africa plans biggest dam project, the Grand Inga”, 《BBC News》, 2008년 4월 21일, 2009년 4월 17일에 원본 문서에서 보존된 문서, 2010년 3월 21일에 확인함
4. ↑  《Development of the Grand Inga》, 2010년 4월 6일에 원본 문서에서 보존된 문서, 2010년 3월 21일에 확인함
5. ↑  《Grand Inga Dam》, 2010년 5월 14일에 원본 문서에서 보존된 문서, 2010년 3월 21일에 확인함
6. 1 2 3 4 5  “China Three Gorges Corporation 2022 Annual Report” (PDF). 2024년 3월 29일에 확인함.
7. ↑  “China turns on world's second-biggest hydropower dam”. 《AP NEWS》 (영어). 2021년 6월 28일. 2022년 12월 22일에 확인함.
8. 1 2  “Baihetan Hydropower Project, China - World's second biggest power plant” (미국 영어). 2022년 12월 22일에 확인함.
9. ↑  “Itaipu Fecha 2023 Com a Melhor Produção Dos Últimos Cinco Anos”. 2024.
10. 1 2 3  “Hydroelectric Plants in Brazil – Parana”. 2009년 7월 18일에 원본 문서에서 보존된 문서. 2014년 2월 23일에 확인함.
11. 1 2  “Itaipu Dam”. Power Technologies. 2013년 12월 24일에 원본 문서에서 보존된 문서. 2014년 2월 23일에 확인함.
12. ↑  “Itaipu Binacional – Energy: Power Generated”. 2014년 4월 12일에 원본 문서에서 보존된 문서. 2014년 2월 23일에 확인함.
13. ↑  “South America's Itaipu dam ends 2016 with record electricity generation”. 《www.efe.com》. 2017년 1월 6일에 원본 문서에서 보존된 문서. 2017년 1월 5일에 확인함.
14. 1 2 3  “The Top 100 – The World's Largest Power Plants”. 2011년 12월 16일에 원본 문서에서 보존된 문서. 2014년 2월 23일에 확인함.
15. ↑  “China's second-largest hydropower station in full operation”. 2014년 7월 7일에 원본 문서에서 보존된 문서. 2014년 7월 26일에 확인함.
16. 1 2  “A história de Belo Monte – Cronologia”. 《Norte Energia》 (브라질 포르투갈어). 2019년 4월 4일에 원본 문서에서 보존된 문서. 2019년 10월 11일에 확인함.
17. ↑  “UHE Belo Monte em números”. 《Norte Energia》 (브라질 포르투갈어). 2022년 11월 7일에 원본 문서에서 보존된 문서. 2022년 2월 5일에 확인함.
18. 1 2  “Guri Dam”. Power Technologies. 2010년 5월 16일에 원본 문서에서 보존된 문서. 2010년 3월 20일에 확인함.
19. ↑  “China's Wudongde hydropower project begins full operations”. 《www.power-technology.com》 (영국 영어). 2021년 6월 17일. 2021년 7월 1일에 확인함.
20. 1 2  https://www.dewa.gov.ae/~/media/Files/Customer/Sustainability%20Reports/DEWA%20Sustainability%20Report%202018_fINAL.ashx
21. ↑  “Kashiwazaki Kariwa NRA Regional Office”. 일본 원자력규제위원회. 2014년 12월 16일에 원본 문서에서 보존된 문서. 2015년 1월 28일에 확인함.
22. 1 2  “Kashiwazaki-Kariwa Nuclear Power Plant”. Power Technologies. 2009년 8월 28일에 원본 문서에서 보존된 문서. 2010년 3월 20일에 확인함.
23. 1 2  “TEPCO nuclear power stations”. 2011년 3월 15일에 원본 문서에서 보존된 문서. 2010년 3월 20일에 확인함.
24. 1 2  “Nuclear Power Reactors in Japan”. International Atomic Energy Agency (IAEA). 2012년 10월 22일에 원본 문서에서 보존된 문서. 2014년 3월 9일에 확인함.
25. 1 2 3 4  《News》, 2012년 4월 17일, 2012년 12월 11일에 원본 문서에서 보존된 문서, 2012년 12월 8일에 확인함
26. 1 2  “October impoundment acceptance of the Xiangjiaba Hydropower Station was officially launched” (중국어). International Power Grid. 2012년 5월 1일에 원본 문서에서 보존된 문서. 2012년 4월 30일에 확인함.
27. 1 2  “Xiangjiaba, Xiluodu hydropower generating units put into the equivalent of a Three Gorges Power Station” (중국어). People's Daily Online. 15 July 2014. 24 September 2014에 원본 문서에서 보존된 문서. 21 July 2014에 확인함.
28. ↑  reduper (2022년 9월 13일). “Xiangjiaba Dam”. 《Super Engineering Website》 (미국 영어). 2022년 12월 21일에 원본 문서에서 보존된 문서. 2022년 12월 23일에 확인함.
29. 1 2  “Korea Hydro and Nuclear Power”.
30. 1 2 3 4  “대한민국의 원자력 발전소”. 국제원자력기구 (IAEA). 2014년 3월 3일에 원본 문서에서 보존된 문서. 2014년 3월 9일에 확인함.
31. 1 2  “Grand Coulee Dam”. Power Technologies. 2013년 12월 24일에 원본 문서에서 보존된 문서. 2014년 2월 23일에 확인함.
32. ↑  “Grand Coulee Dam Energy Generation”. 2014년 4월 29일에 원본 문서에서 보존된 문서. 2014년 2월 23일에 확인함.
33. 1 2  “"富煤少水"因地制宜 大唐托克托电公司率先发展开展综合提效工作-新화통신사”. 신화통신사. 2015년 10월 9일에 원본 문서에서 보존된 문서. 2016년 2월 8일에 확인함.
34. 1 2  “大唐托克托发电公司五期投产成为世界最大火力发电厂”. 《www.cec.org.cn》. China Electricity Council. 2017년 2월 27일. 2018년 12월 3일에 원본 문서에서 보존된 문서. 2018년 12월 3일에 확인함.
35. ↑  “Bruce Power 2023 Annual Review and Energy Report” (PDF).
36. ↑  “Bruce Power announces increased power output and isotope harvest milestones as a part of 'Made in Ontario' economic recovery plan”. 2021년 10월 14일. 2024년 9월 12일에 원본 문서에서 보존된 문서. 2025년 7월 6일에 확인함.
37. ↑  “Bruce Power Major Component Replacement Project: Economic Impact Analysis” (PDF). 온타리오 상공회의소. March 2019. 2019년 11월 20일에 확인함.
38. ↑  “Hydroelectric Power Plants in Guangxi & Guizhou, China”. 2012년 9월 13일에 원본 문서에서 보존된 문서. 2010년 8월 31일에 확인함.
39. ↑  “Саяно-Шушенская ГЭС установила исторический рекорд годовой выработки электроэнергии”.
40. 1 2  “Rushydro: Sayano-Shushenskaya Dam” (러시아어). 2014년 2월 6일에 원본 문서에서 보존된 문서. 2014년 2월 23일에 확인함.
41. ↑  “2016”. 2017년 8월 23일에 원본 문서에서 보존된 문서. 2017년 8월 26일에 확인함.
42. 1 2  “Hongyanhe 6 starts supplying power to the grid : New Nuclear - World Nuclear News”. 《www.world-nuclear-news.org》. 2022년 5월 30일에 확인함.
43. 1 2  “End of an era on the Niagara Frontier, Part I”. 《전기전자공학자협회 (IEEE)》. 2012년 9월 16일에 원본 문서에서 보존된 문서.
44. ↑  “Kraftverk: Vemork”. 《nve.no》 (노르웨이어). 2018년 5월 4일에 원본 문서에서 보존된 문서. 2018년 5월 4일에 확인함.
45. ↑  “Vemork power station”. 《www.hydro.com》 (영어). 2019년 1월 21일에 원본 문서에서 보존된 문서. 2018년 5월 4일에 확인함.
46. ↑  “Your Dedicated Source of Hydropower News”. 2018년 2월 4일에 원본 문서에서 보존된 문서. 2018년 2월 3일에 확인함.
47. ↑  “Niagara Falls History of Power Development - the Sir Adam Beck Power Generating Station #1”. 2017년 2월 3일. 2018년 2월 4일에 원본 문서에서 보존된 문서. 2018년 2월 3일에 확인함.
48. ↑  niagaraparks.com The History of Sir Adam Beck 보관됨 15 7월 2014 - 웨이백 머신
49. ↑  “후버  댐 | 간척국”. 2010년 3월 23일에 원본 문서에서 보존된 문서. 2017년 2월 22일에 확인함.
50. ↑  “후버 댐 | 간척국”. 2010년 9월 28일에 원본 문서에서 보존된 문서. 2010년 7월 4일에 확인함.
51. ↑  “Проектирование, Строительство и Эксплуатация ГЭС”. 2016년 7월 4일에 원본 문서에서 보존된 문서. 2016년 6월 30일에 확인함.
52. ↑  “Irkutskenergo: 역사”. 2016년 3월 3일에 원본 문서에서 보존된 문서. 2016년 6월 16일에 확인함.
53. ↑  “세계 10대 수력 발전소”. 2013년 10월 14일. 2017년 5월 31일에 원본 문서에서 보존된 문서. 2017년 6월 7일에 확인함.
54. ↑  “발전소 상세 정보 - 그랜드쿨리 발전소 - 간척국”. 2014년 4월 29일에 원본 문서에서 보존된 문서. 2014년 4월 29일에 확인함.
55. 1 2  《KEPCO 연간 보고서 2017》. 한국전력공사. 2017.
56. ↑  Reports on Korean power plants construction (보고서). 26쪽. 2017년 6월 24일에 확인함.[깨진 링크(과거 내용 찾기)]
57. ↑  “Taichung Power Plant”. Power Technologies. 2009년 8월 29일에 원본 문서에서 보존된 문서. 2010년 3월 20일에 확인함.
58. ↑  “Coal-Fired Plants in Taiwan”. 《Gallery》. Power Plants Around The World. 28 December 2013. 29 June 2013에 원본 문서에서 보존된 문서.  6 July 2014에 확인함.
59. ↑  《Power stations in China》, 2010년 5월 30일에 원본 문서에서 보존된 문서, 2010년 3월 20일에 확인함
60. ↑  《Moc osiągalna w Elektrowni Bełchatów wzrosła do 5 472 MW》, 2017년 12월 6일에 원본 문서에서 보존된 문서, 2017년 12월 5일에 확인함
61. ↑  “Kosep – 영흥화력발전소 현장 사무소”. 2012년 3월 4일에 원본 문서에서 보존된 문서. 2010년 3월 19일에 확인함.
62. ↑  《Guodian Beilun power plant became the largest plant》, 2011년 7월 16일에 원본 문서에서 보존된 문서, 2010년 3월 20일에 확인함
63. ↑  “Zhejiang Jiaxing Coal Power Plant China”. Global Energy Observatory. 2017년 10월 16일에 확인함.
64. ↑  “Phase II, 2,000-Megawatt Project at Guohua Taishan Power Plant Begins Full Operations”. Industrial Info Resources. 2014년 5월 1일에 확인함.
65. ↑  “NTPC의 빈드햐찰 발전소, 최대 발전소”. 《이코노믹 타임즈》. 2015년 10월 28일.
66. ↑  “알스톰: 알스톰, 쇼아바 III 발전소 예정보다 빨리 완공”. 2013년 12월 24일에 원본 문서에서 보존된 문서. 2013년 9월 18일에 확인함.
67. 1 2 3 4  모든 장치가 연료유와 천연가스 모두를 수용함
68. ↑  “가즐란 I 및 II 화력 발전소 사우디아라비아 - GEO”. 《www.globalenergyobservatory.org》. 2021년 4월 5일에 확인함.
69. 1 2  연료유 부분. 이 중 2,400 MW는 무기한 중단됨
70. 1 2 3 4 5 6  《도쿄 전력 2010년 연간 보고서》 (PDF), 2011년 4월 8일에 원본 문서 (PDF)에서 보존된 문서, 2011년 4월 27일에 확인함
71. ↑  “ACWA POWER | 쿠라야 IPP”. 《www.acwapower.com》. 2021년 4월 5일에 확인함.
72. ↑  “쿠라야 IPP 복합 화력 발전소 사우디아라비아 - GEO”. 《globalenergyobservatory.org》. 2021년 4월 5일에 확인함.
73. ↑  “사비야 I 화력 발전소 쿠웨이트 - GEO”. 《www.globalenergyobservatory.org》. 2021년 4월 5일에 확인함.
74. ↑  “아즈 주르 남부 (ZSPS) 화력 발전소 - GEO”. 《www.globalenergyobservatory.org》. 2021년 4월 5일에 확인함.
75. ↑  “도하 서부 (DWPS) 화력 발전소 쿠웨이트 - GEO”. 《www.globalenergyobservatory.org》. 2021년 4월 5일에 확인함.
76. ↑  “일반 정보 - 유니프로”. 2019년 4월 1일에 원본 문서에서 보존된 문서. 2019년 4월 27일에 확인함.
77. ↑  “E.ON: 수르구츠카야 GRES-2”. 2014년 3월 6일에 원본 문서에서 보존된 문서. 2014년 3월 6일에 확인함.
78. 1 2  《세계 25대 발전소》, 2011년 12월 16일에 원본 문서에서 보존된 문서, 2010년 3월 20일에 확인함
79. ↑  “대만의 타탄 발전소, 7월 초에 LNG 연료로 전환 예정”. 2013년 10월 13일에 원본 문서에서 보존된 문서. 2014년 5월 12일에 확인함.
80. 1 2  “엘 부룰루스 복합 사이클 발전소 카프르 에시 셰이크 주”. Power-technology.com. 2019년 1월 16일. 2022년 3월 8일에 확인함.
81. ↑  “주요 발전소 – 도호쿠 전력 주식회사”. 《www.tohoku-epco.co.jp》. 2017년 7월 18일에 원본 문서에서 보존된 문서. 2017년 7월 24일에 확인함.
82. ↑  “일본 복합 사이클 발전소, 터빈 기술의 한계 돌파”. 《www.powerengineeringint.com》. 2019년 6월 5일에 원본 문서에서 보존된 문서. 2017년 7월 24일에 확인함.
83. ↑  “JEPIC: 운영 및 재무 데이터” (PDF). 2018년 6월 15일에 원본 문서 (PDF)에서 보존된 문서. 2017년 7월 24일에 확인함.
84. ↑  “푸 미 발전소, 베트남 최대 발전소 프로젝트”.
85. ↑  “한국 최초 APR-1400 상업 운전 시작 - 세계 원자력 뉴스”. 2017년 8월 24일에 원본 문서에서 보존된 문서. 2017년 8월 23일에 확인함.
86. 1 2  “브루스 원자력 발전소”. Power Technologies. 2020년 1월 11일에 원본 문서에서 보존된 문서. 2019년 11월 30일에 확인함.
87. 1 2 3  “중화인민공화국의 원자력 발전소”. 국제원자력기구 (IAEA). 2015년 11월 18일에 원본 문서에서 보존된 문서. 2017년 7월 15일에 확인함.
88. ↑  “PRIS - 국가 상세 정보”. 《pris.iaea.org》. 2021년 6월 28일에 확인함.
89. ↑  “우크라이나의 원자력 발전소”. 국제원자력기구 (IAEA). 2014년 3월 31일에 원본 문서에서 보존된 문서. 2014년 3월 9일에 확인함.
90. ↑  《리투아니아 및 우크라이나의 원자력 발전소》, 2012년 12월 9일에 원본 문서에서 보존된 문서, 2010년 8월 31일에 확인함
91. 1 2  리베, 산도르 (2007). 《에스토니아의 오일 셰일 에너지》 (PDF). 《오일 셰일. 과학-기술 저널》 24 (에스토니아 학술 출판사). 1–4쪽. doi:10.3176/oil.2007.1.01. ISSN 0208-189X. 2009년 2월 25일에 원본 문서 (PDF)에서 보존된 문서. 2007년 10월 23일에 확인함.
92. 1 2  “에스토니아 에너지 수치 2007” (PDF). 경제통신부. 2008. 29쪽. 2011년 7월 16일에 원본 문서 (PDF)에서 보존된 문서. 2009년 10월 29일에 확인함.
93. ↑  《중화인민공화국의 오일 셰일 활동》 (PDF), 2006년 10월 19일, 2쪽, 2011년 7월 25일에 원본 문서 (PDF)에서 보존된 문서, 2010년 9월 3일에 확인함
94. ↑  《러시아의 이탄 발전》, 2015년 11월 17일에 원본 문서에서 보존된 문서, 2010년 5월 2일에 확인함
95. 1 2  《핀란드의 이탄 및 바이오매스 발전소》, 2016년 5월 16일에 원본 문서에서 보존된 문서, 2010년 9월 10일에 확인함
96. fi:Toppilan voimalaitokset and https://www.google.com/maps/place/65%C2%B002'15.0%22N+25%C2%B026'07.0%22E/@65.0375,25.435278,1112m/data=!3m1!1e3!4m2!3m1!1s0x0:0x0!6m1!1e1 보관됨 21 1월 2019 - 웨이백 머신
97. ↑  《회사의 하아파베시 발전소 전력 할당》 (핀란드어), 2011년 7월 20일에 원본 문서에서 보존된 문서, 2010년 9월 10일에 확인함
98. ↑  《드랙스 발전소 정적 데이터》, 2018년 12월 28일에 원본 문서에서 보존된 문서, 2018년 12월 27일에 확인함
99. ↑  《알홀멘스 크라프트 발전소》, 2010년 6월 3일에 원본 문서에서 보존된 문서, 2010년 3월 20일에 확인함
100. 1 2 3  유로옵서버 고체 바이오매스 바로미터 2013
101. ↑  “북미 최대 바이오매스 발전소, 아티코칸에 개장 예정 - EDI 위클리: 오일 & 가스, 자동차, 녹색, 항공 및 산업용 엔지니어링 설계 인사이더”. 2014년 9월 28일에 원본 문서에서 보존된 문서. 2014년 9월 22일에 확인함.
102. ↑  “EU옵서버: 고체 바이오매스 바로미터 2011” (PDF). 2012년 1월 31일에 원본 문서 (PDF)에서 보존된 문서. 2012년 2월 16일에 확인함.
103. 1 2  “상위 10개 양식: 스페인어”. 2016년 1월 10일. 2018년 8월 30일에 원본 문서에서 보존된 문서. 2018년 8월 29일에 확인함.
104. ↑  “EIA 양식: EIA-860 상세 데이터”. 2013년 10월 17일에 원본 문서에서 보존된 문서. 2013년 11월 22일에 확인함.
105. ↑  “지열 캘리포니아” (PDF). 《GRC 게시판》. 지열 자원 협의회. 2002년 9월. 2014년 5월 13일에 원본 문서 (PDF)에서 보존된 문서. 2014년 5월 18일에 확인함.
106. ↑  “멕시코 국가 보고서 2012” (PDF). IEA 지열 구현 협약. 2014년 5월 18일에 원본 문서 (PDF)에서 보존된 문서. 2014년 4월 23일에 확인함.
107. ↑  《세로 프리토 발전소》, 2010년 4월 19일에 원본 문서에서 보존된 문서, 2010년 3월 20일에 확인함
108. ↑  《세로 프리토 지열 발전소》, 2013년 12월 24일에 원본 문서에서 보존된 문서, 2010년 3월 20일에 확인함
109. ↑  “지열 검토”. 에넬. 2015년 9월 23일에 원본 문서에서 보존된 문서. 2015년 9월 15일에 확인함.
110. ↑  “미국 기업, 29MW 지열 발전 전력망에 주입 - 정치 및 정책”. 2017년 1월 31일에 원본 문서에서 보존된 문서. 2017년 1월 18일에 확인함.
111. ↑  “줄어드는 솔튼 해와 지열 개발에 미치는 영향” (PDF). 《geothermal.org》. 2017. 2020년 2월 6일에 원본 문서 (PDF)에서 보존된 문서. 2020년 2월 6일에 확인함.
112. ↑  “사룰라 지열 발전 프로젝트, 인도네시아”. 《Power Technology | Energy News and Market Analysis》 (영국 영어). 2020년 2월 2일에 확인함.
113. ↑  “사룰라: 세계 최대 지열 발전소 중 하나” (미국 영어). 2020년 2월 8일에 확인함.
114. ↑  “티위 지열 발전소 단지 재건 프로젝트” (PDF). 2012년 3월 8일에 원본 문서 (PDF)에서 보존된 문서. 2011년 3월 24일에 확인함.
115. ↑  “필리핀 티위 지열 발전 40주년”. 《Think GeoEnergy - Geothermal Energy News》 (미국 영어). 2019년 1월 11일. 2020년 2월 8일에 확인함.
116. ↑  코소지오. “프로젝트 정보”. 《Coso Operating Company》 (미국 영어). 2020년 2월 4일에 확인함.
117. ↑  “중화인민공화국, 두 번째로 큰 수력 발전소 건설 완료”. 《로이터》 (영어). 2022년 12월 20일. 2022년 12월 22일에 확인함.
118. ↑  “중화인민공화국 두 번째 수력 발전소 전면 가동”. 신화통신사. 2014년 7월 1일. 2014년 7월 7일에 원본 문서에서 보존된 문서. 2014년 7월 21일에 확인함.
119. ↑  “중화인민공화국 우둥더 수력 발전 프로젝트 전면 가동 시작”. 《www.power-technology.com》 (영국 영어). 2021년 6월 17일. 2021년 7월 1일에 확인함.
120. ↑  “브라질 지속 가능한 에너지”. 《www.esbr.com.br》. 2018년 7월 15일에 원본 문서에서 보존된 문서. 2018년 7월 15일에 확인함.
121. ↑  “발전소 숫자”. 《www.santoantonioenergia.com.br》. 2018년 7월 15일에 원본 문서에서 보존된 문서. 2018년 7월 15일에 확인함.
122. ↑  《거저우바, 중화인민공화국》, 파워 테크놀로지, 2021, 2022년 9월 12일에 확인함
123. ↑  “컬럼비아 강 시스템 내부 이야기” (PDF). BPA.gov. 14–15쪽. 2010년 5월 27일에 원본 문서 (PDF)에서 보존된 문서. 2010년 7월 17일에 확인함.
124. ↑  클라크, 로버트 H. (2007년 3월 30일), 《장샤 조력 발전소》, 존 와일리 & 선즈, 194쪽, ISBN 9780470107096, 2017년 2월 19일에 원본 문서에서 보존된 문서, 2010년 3월 21일에 확인함
125. ↑  “화웨이 스마트 PV 솔루션, 세계 최대 PV 발전소에서 역할 강조 - 사우어 에너지 인터내셔널”. 《www.saurenergy.com》. 2020년 11월 14일에 확인함.
126. ↑  벨리니, 에밀리아노 (2020년 10월 2일). “세계 최대 태양광 발전소, 중화인민공화국에서 가동 시작 — 2.2 GW”. 《pv magazine USA》 (미국 영어). 2020년 11월 14일에 확인함.
127. ↑  “우루무치시 미둥구 인민정부” [국내 최대 단일 용량 사막 태양광 프로젝트, 미둥구에서 전력망에 연결]. 《www.xjmd.gov.cn》. 2024년 6월 3일. 2024년 6월 5일에 확인함.
128. ↑  “아름다운 신장 건설, 중국건축 8국이 건설한 신장 중루뎬 미둥 태양광 프로젝트 성공적으로 연계”. 《m.thepaper.cn》. 2024년 6월 12일에 확인함.
129. ↑  “두바이, 세계 최대 CSP 프로젝트 개시”. 2023년 12월 21일에 확인함.
130. ↑  “에너지 생산 단계, DEWA”. 2019년 6월 16일에 원본 문서에서 보존된 문서. 2019년 6월 16일에 확인함.
131. ↑  “아랍에미리트의 집광형 태양광 발전 추진은 전 세계에 눈을 뜨게 할 것이다”. 2017년 9월 26일에 원본 문서에서 보존된 문서. 2017년 10월 29일에 확인함.
132. ↑  “100만 가구를 위한 전력 – 모로코, 세계 최대 태양광 발전소 건설 중”. 《ParisMatch.com》 (프랑스어). 2015년 10월 29일. 2015년 12월 6일에 원본 문서에서 보존된 문서. 2015년 11월 30일에 확인함.
133. ↑  《아이밴파 태양광 발전 시스템》, 2015년 10월 12일에 원본 문서에서 보존된 문서, 2014년 2월 18일에 확인함
134. ↑  “아벤고아 태양광: 아벤고아의 솔라나, 미국 최초 대규모 태양열 에너지 저장 시스템 갖춘 상업 운전 시작”. 2014년 12월 16일에 원본 문서에서 보존된 문서. 2014년 5월 7일에 확인함.
135. ↑  CSP 월드
136. ↑  csp-world.com 아벤고아의 모하비 250 MW CSP 발전소 상업 운전 시작, 2014년 12월 2일
137. ↑  아벤고아: 건설 중인 발전소 - 미국 보관됨 2013-06-19 - 웨이백 머신
138. ↑  “CSP 월드: 아벤고아, 모하비 태양광 프로젝트 12억 달러 자금 조달 완료 및 건설 시작”. 《csp-world.com》. 2014년 12월 10일에 원본 문서에서 보존된 문서. 2012년 12월 6일에 확인함.
139. ↑  “에스트레마두라 태양광 단지, 카세레스 - 파워 테크놀로지 | 에너지 뉴스 및 시장 분석”. 《www.power-technology.com》 (영국 영어). 2021년 11월 10일에 확인함.
140. ↑  《SEGS 발전소》, 2010년 4월 6일에 원본 문서에서 보존된 문서, 2010년 3월 20일에 확인함
141. ↑  《안다솔 태양광 발전소》, 2009년 2월 7일에 원본 문서에서 보존된 문서, 2010년 3월 20일에 확인함
142. ↑  《안다솔 태양광 발전소》, 2009년 3월 6일에 원본 문서에서 보존된 문서, 2010년 3월 20일에 확인함
143. ↑  “스베빈드와 에너콘, 4GW 풍력 계획 위해 협력”. 클린 엣지 (New Energy Finance에서). 2008년 6월 26일. 2008년 6월 28일에 원본 문서에서 보존된 문서. 2009년 4월 16일에 확인함.
144. ↑  수드하카르, P. (2012년 6월 15일), “예정 없는 정전이 돌아왔다”, 《더 힌두》, 2019년 1월 21일에 원본 문서에서 보존된 문서, 2015년 1월 1일에 확인함
145. ↑  “유럽 최대이자 최저가 육상 풍력 프로젝트”. 《norwea.no》. 2016년 6월 7일. 2016년 8월 29일에 원본 문서에서 보존된 문서. 2016년 8월 21일에 확인함.
146. ↑  “Fosenvind.no”. 《www.fosenvind.no》. 2022년 3월 22일에 확인함.
147. ↑  “패턴 에너지의 1,050MW 뉴멕시코 풍력 단지 가동 시작”. 《Renewablesnow.com》 (영어). 2022년 1월 11일에 확인함.
148. 1 2 3  “표 6.3. 미국 에너지 정보청 월간 전력 보고서, 운영 회사, 발전소, 월별 신규 유틸리티 규모 발전 장치”. 2024년 2월. 2024년 6월 25일에 확인함.
149. ↑  “AEP, 회사 최대 풍력 발전소 완공 후 재생에너지 급증 추진”. 《Utility Dive》 (미국 영어). 2022년 3월 25일에 확인함.
150. ↑  “듀크 에너지 재생 가능 에너지, 텍사스 최종 로스 비엔토스 풍력 프로젝트 완료”. 《powermag.com》. 2018년 4월 12일에 원본 문서에서 보존된 문서. 2018년 4월 11일에 확인함.
151. ↑  “프로젝트 정보”. 《혼시 프로젝트 2》. 오스테드. 2020년 8월 2일에 확인함.
152. ↑  “혼시 2: 북해 풍력 발전소, 세계 최대 규모 타이틀 획득”.
153. ↑  “동, 혼시 프로젝트 1 해상 건설 일정 제시”. 《오프쇼어 윈드》 (미국 영어). 2018년 4월 20일에 원본 문서에서 보존된 문서. 2018년 4월 20일에 확인함.
154. ↑  “세계 최대 해상 풍력 발전소 전면 가동 시작”. 《오프쇼어 윈드》 (미국 영어). 2020년 1월 30일. 2020년 2월 3일에 확인함.
155. ↑  “시그린 풍력 에너지 - 홈”. 《SeagreenWindEnergy》 (영어). 2023년 10월 17일에 확인함.
156. ↑  “모리 동부 해상 풍력 발전소”. 《www.morayeast.com》. 2023년 10월 16일에 확인함.
157. ↑  장루이즈; 쑹젠셩. “아시아 태평양 최대! 해상 풍력 발전소 완공 및 연계, 대만 풍력 발전 용량 2배 증가”. 《udb》 (중국어 (대만)).
158. ↑  “트리톤 놀, 터빈 시운전 완료”. 《4c 오프쇼어》 (영어). 2022년 1월 13일에 확인함.
159. ↑  “자산 지도 | 크라운 에스테이트”. 《www.thecrownestate.co.uk》. 2022년 1월 13일에 확인함.
160. ↑  “네덜란드, 홀란츠 커스트 노르트 풍력 발전소로 4.5 GW 해상 풍력 목표 달성…”. 《크로스윈드 홀란츠 커스트 노르트》 (네덜란드어). 2023년 12월 20일에 확인함.
161. ↑  “보르셀레 1&2”. 《오스테드》 (영어). 2018년 11월 19일에 원본 문서에서 보존된 문서. 2018년 11월 19일에 확인함.
162. ↑  “오스테드, 네덜란드 보르셀레 1 & 2 해상 풍력 발전소 전면 시운전 완료”. 《www.power-technology.com》. 2021년 1월 13일에 확인함.
163. ↑  “보르셀레 3, 4 - 블라우윈드 - 건설 중인 해상 풍력 발전소 - 네덜란드 | 4C 오프쇼어”. 《www.4coffshore.com》. 2020년 4월 1일에 확인함.
164. ↑  “보르셀레 III 및 IV 해상 풍력 발전소, 네덜란드”. 《Power Technology | Energy News and Market Analysis》 (영국 영어). 2020년 4월 1일에 확인함.
165. ↑  “시잭스, 반 오르드, 이스트 앵글리아 원 기초 설치”. 《오프쇼어 윈드》 (미국 영어). 2018년 4월 20일에 원본 문서에서 보존된 문서. 2018년 4월 20일에 확인함.
166. ↑  “이스트 앵글리아 원, 공식적으로 전면 가동 시작”. 《오프쇼어 윈드》 (미국 영어). 2020년 7월 3일. 2020년 8월 1일에 확인함.
167. ↑  시버트, 트레버 (2007년 2월 4일). “캐나다 - 뉴펀들랜드 래브라도 하이드로, 고립된 공동체를 위한 풍력-수소-디젤 시스템 개발”. 《w3.windfair.net》. 2025년 2월 15일에 확인함.
168. ↑  “"마을", 풍력 수소 생산 시연”. 《재생에너지월드》. 2005년 4월 25일. 2025년 2월 14일에 확인함.
169. ↑  “최초의 덴마크 수소 에너지 발전소 가동”. 《재생에너지월드》. 2007년 6월 8일. 2025년 2월 14일에 확인함.
170. ↑  “풍력 발전 전력으로 수소 충전소 가동”. 《재생에너지월드》. 2006년 1월 25일. 2025년 2월 15일에 확인함.
171. ↑  “풍력과 수소에서 얻는 깨끗한 파타고니아 에너지”. 《WBCSD》. 2005년 5월 12일. 2008년 10월 6일에 원본 문서에서 보존된 문서. 2007년 10월 30일에 확인함.
172. ↑  "레이디무어 재생 에너지 프로젝트 제안" 리뉴 ND. 2007년 11월 2일 검색 보관됨 2011-07-18 - 웨이백 머신
173. ↑  “RES2H2 - 수소 벡터와 재생 에너지원 통합”. 《infotools.hfpeurope.org》. 2006년 5월 17일에 원본 문서에서 보존된 문서. 2007년 10월 30일에 확인함.
174. ↑  "언스트 재생 에너지 (PURE) 프로젝트 업데이트" 리뉴 ND. 2007년 10월 30일 검색.
175. ↑  "하이드로, 우트시라 프로젝트 계속"[깨진 링크(과거 내용 찾기)] 리뉴 ND. 2007년 10월 30일 검색.
176. ↑  샤한, 재커리 (2022년 1월 4일). “세계 최대 양수 발전 시설, 중국에서 가동 시작”. 《CleanTechnica》 (미국 영어). 2022년 1월 11일에 확인함.
177. ↑  《배스 카운티 양수 발전소》, 2012년 1월 3일에 원본 문서에서 보존된 문서, 2010년 6월 25일에 확인함
178. ↑  “광둥성 후이저우 양수 발전소 건설 완료”. 선전. 2011년 7월 4일에 원본 문서에서 보존된 문서. 2011년 8월 6일에 확인함.
179. ↑  《중화인민공화국의 양수 발전소》, 2012년 12월 8일에 원본 문서에서 보존된 문서, 2010년 6월 25일에 확인함
180. ↑  《광저우 양수 발전소》 (PDF), 2011년 7월 7일에 원본 문서 (PDF)에서 보존된 문서, 2010년 6월 25일에 확인함
181. ↑  《티모셴코, 드니스터 수력 발전소 1호기 가동 시작》, 2011년 7월 11일에 원본 문서에서 보존된 문서, 2010년 9월 1일에 확인함
182. ↑  세계 최대 BESS 배터리 시스템을 갖춘 캘리포니아 태양광+저장 프로젝트 전면 가동, 카메론 머레이, 2024년 1월 24일
183. ↑  “비스트라 모스 랜딩 3단계 확장 완료”. 2023년 9월 3일.
184. ↑  “세계 최대 태양광 충전 배터리 저장 시스템, 플로리다에서 공개”. 《에너지 저장 뉴스》 (미국 영어). 2021년 12월 15일. 2022년 5월 30일에 확인함.
185. ↑  “표 6.3. 미국 에너지 정보청 월간 전력 보고서, 운영 회사, 발전소, 월별 신규 유틸리티 규모 발전 장치”. 2024년 3월. 2024년 6월 25일에 확인함.
186. ↑  BLM, 선라이트 스토리지 II 배터리 시스템 전면 가동 발표, 토지관리국, 미셸 반 더 린덴, 2024년 4월 15일
187. ↑  로데오 랜치 에너지 저장, 플러스 파워, 2024년 6월 27일 접속
188. ↑  “네오엔, 호주 최대 배터리 가동”. 《au.news.yahoo.com》 (오스트레일리아 영어). 2021년 12월 8일. 2022년 5월 30일에 확인함.
189. ↑  “텍사스 최대 배터리 프로젝트, 비스트라에 의해 가동 시작”. 《에너지 저장 뉴스》 (미국 영어). 2022년 5월 24일. 2022년 8월 18일에 확인함.
190. ↑  “중국 기업, 모로코 사막에 세계 최대 집광형 태양광 발전 단지 건설 지원”. 2019년 1월 22일에 원본 문서에서 보존된 문서. 2019년 1월 22일에 확인함.
191. ↑  “노르 와르자자트 III 중앙 수신 집광형 태양광 발전소, 저장 장치 신뢰성 테스트 완료”. 2018년 11월 12일에 원본 문서에서 보존된 문서. 2018년 11월 11일에 확인함.
192. ↑  “아벤고아 태양광 :: 회사 소개 :: 언론 :: 뉴스 :: 2013”. 《www.abengoasolar.com》. 2014년 12월 16일에 원본 문서에서 보존된 문서. 2013년 10월 14일에 확인함.
193. ↑  솔라서버: 집광형 태양광 발전: 솔라나 CSP 발전소 상업 운전 시작 보관됨 2013-10-16 - 웨이백 머신
194. ↑  “솔라 밀레니엄 AG - 안다솔 1호기 시험 운전 시작”. 《www.solarmillennium.de》. 2012년 3월 22일에 원본 문서에서 보존된 문서. 2011년 9월 2일에 확인함.
195. ↑  “솔라 밀레니엄 AG - 안다솔 발전소 건설”. 《www.solarmillennium.de》. 2011년 5월 27일에 원본 문서에서 보존된 문서. 2011년 9월 2일에 확인함.
196. ↑  태양열 발전 - 스페인의 성공 사례 보관됨 2009-03-18 - 웨이백 머신
197. ↑  ACS, 스페인에 세 번째 50 MW 열 발전소 엑스트레솔-1 가동 시작 보관됨 2011-07-20 - 웨이백 머신
198. ↑  솔라리저브. “홈 — 솔라리저브”. 《tonopahsolar.com》. 2010년 6월 6일에 원본 문서에서 보존된 문서. 2010년 4월 18일에 확인함.
199. ↑  “크레센트 듄즈 태양열 발전소”. 《그룹 코브라》. 2016년 6월 4일에 원본 문서에서 보존된 문서. 2016년 1월 15일에 확인함.
200. ↑  “아프가니스탄의 수력 발전소”. 《갤러리》. 세계 각국의 발전소. 2008년 1월 26일. 2012년 12월 6일에 원본 문서에서 보존된 문서. 2014년 2월 26일에 확인함.
201. ↑  “코만 수력 발전소 알바니아 - GEO”.
202. ↑  “하즈레트 엔-누스 CCGT 발전소”. 글로벌 에너지 관측소. 2014년 3월 7일에 원본 문서에서 보존된 문서. 2014년 3월 8일에 확인함.
203. ↑  “SKS 스키크다 CCGT 발전소”. 글로벌 에너지 관측소. 2014년 3월 7일에 원본 문서에서 보존된 문서. 2014년 3월 8일에 확인함.
204. ↑  “아르헨티나의 수력 발전소”. 《갤러리》. 세계 각국의 발전소. 2013년 1월 2일. 2009년 7월 18일에 원본 문서에서 보존된 문서. 2014년 7월 19일에 확인함.
205. ↑  “야시레타 수력 발전소 아르헨티나-파라과이”. 글로벌 에너지 관측소. 2014년 5월 6일에 원본 문서에서 보존된 문서. 2014년 7월 19일에 확인함.
206. ↑  “엠발세 원자력 발전소”. 글로벌 에너지 관측소. 2014년 5월 6일에 원본 문서에서 보존된 문서. 2014년 7월 19일에 확인함.
207. ↑  “에어링 석탄 발전소 오스트레일리아 - GEO”. 2014년 3월 7일에 원본 문서에서 보존된 문서. 2014년 3월 7일에 확인함.
208. ↑  “코간 크릭 석탄 발전소 오스트레일리아 - GEO”. 2014년 3월 7일에 원본 문서에서 보존된 문서. 2014년 3월 7일에 확인함.
209. ↑  “오스트리아의 석탄 및 갈탄 화력 발전소”. 《갤러리》. 세계 각국의 발전소. 2008년 10월 5일. 2012년 12월 8일에 원본 문서에서 보존된 문서. 2014년 5월 31일에 확인함.
210. ↑  “오스트리아의 기타 증기-전기 발전소”. 《갤러리》. 세계 각국의 발전소. 2012년 7월 14일. 2014년 4월 20일에 원본 문서에서 보존된 문서. 2014년 5월 31일에 확인함.
211. ↑  “아슈간지 발전소 유한공사”. 2024년 9월 4일에 확인함.
212. ↑  “티앙주 원자력 발전소 벨기에”. 글로벌 에너지 관측소. 2014년 4월 29일에 원본 문서에서 보존된 문서. 2014년 4월 28일에 확인함.
213. ↑  “티앙주 원자력 발전소 벨기에 - GEO”. 2014년 4월 29일에 원본 문서에서 보존된 문서. 2014년 4월 28일에 확인함.
214. ↑  “노르테 플루미넨세 CCGT 발전소 브라질 - GEO”. 2014년 5월 2일에 원본 문서에서 보존된 문서. 2014년 5월 2일에 확인함.
215. ↑  “예와 수력 발전소 미얀마 - GEO”. 2014년 4월 27일에 원본 문서에서 보존된 문서. 2014년 5월 2일에 확인함.
216. ↑  “브루스 파워 안내” (PDF). 브루스 파워. 2013년 12월 15일에 원본 문서 (PDF)에서 보존된 문서. 2014년 3월 9일에 확인함.
217. ↑  “달링턴 원자력 발전소 캐나다”. 글로벌 에너지 관측소. 2014년 5월 3일에 원본 문서에서 보존된 문서. 2014년 5월 3일에 확인함.
218. ↑  “HE 자쿠차츠” [자쿠차츠 HPP]. 《HEP Proizvodnja》 (크로아티아어). 2023년 3월 28일에 확인함.
219. ↑  “테멜린 원자력 발전소 체코”. 글로벌 에너지 관측소. 2014년 4월 26일에 원본 문서에서 보존된 문서. 2014년 4월 26일에 확인함.
220. ↑  “잉가 II 수력 발전소”. 글로벌 에너지 관측소. 2014년 7월 14일에 원본 문서에서 보존된 문서. 2014년 6월 22일에 확인함.
221. ↑  “코이샤 수력 발전 (에티오피아)”.
222. ↑  “프랑스의 원자력 발전소”. 국제원자력기구 (IAEA). 2014년 3월 29일에 원본 문서에서 보존된 문서. 2014년 3월 9일에 확인함.
223. ↑  “플리오츠달루르 발전소 – 아이슬란드 국영 전력 회사”. 《Landsvirkjun》 (미국 영어). 2017년 5월 20일에 원본 문서에서 보존된 문서. 2017년 5월 1일에 확인함.
224. ↑  “쿠단쿨람의 두 원자로, 최대 용량 도달, 2,000 MW 발전 기록”. 《인디언 익스프레스》 (영어). 2017년 12월 6일. 2025년 3월 26일에 확인함.
225. ↑  예가네 살레히 (2012년 10월 18일). “이란, 중동 최대 발전소 운영 예정”. 《블룸버그 뉴스》. 2014년 4월 29일에 원본 문서에서 보존된 문서. 2014년 4월 22일에 확인함.
226. ↑  “다마반드 CCGT 발전소”. 글로벌 에너지 관측소. 2014년 4월 29일에 원본 문서에서 보존된 문서. 2014년 4월 22일에 확인함.
227. ↑  “헤키난 석탄 발전소 일본”. 글로벌 에너지 관측소. 2014년 7월 26일에 원본 문서에서 보존된 문서. 2014년 7월 19일에 확인함.
228. ↑  “기타루 수력 발전소”. 글로벌 에너지 관측소. 2014년 7월 14일에 원본 문서에서 보존된 문서. 2014년 4월 22일에 확인함.
229. ↑  “Каскад Токтогульских ГЭС”. 2020년 7월 12일에 원본 문서에서 보존된 문서. 2025년 7월 6일에 확인함.
230. ↑  “주크 화력 발전소 레바논”. 세계 각국의 발전소. 2016년 9월 23일에 원본 문서에서 보존된 문서. 2016년 9월 21일에 확인함.
231. ↑  “투안쿠 자파르 (TJGS) CCGT 발전소 말레이시아 - GEO”. 2014년 3월 9일에 원본 문서에서 보존된 문서. 2014년 3월 9일에 확인함.
232. ↑  “멕시코의 원자력 발전소”. 국제원자력기구 (IAEA). 2014년 3월 31일에 원본 문서에서 보존된 문서. 2014년 3월 9일에 확인함.
233. ↑  “어퍼 타마코시 수력 발전 (UTKHPL) 홈페이지”.
234. ↑  “BNamericas - 에넬 포르투나, S.A. (에넬 포르투나)”. 2018년 3월 3일에 원본 문서에서 보존된 문서. 2018년 3월 3일에 확인함.
235. ↑  “포르투나 수력 발전소: 파나마의 주요 전력원”. 2013년 7월 21일. 2018년 2월 20일에 원본 문서에서 보존된 문서. 2018년 3월 3일에 확인함.
236. ↑  “만타로-타블라차카 수력 발전소 페루”. 글로벌 에너지 관측소. 2014년 4월 26일에 원본 문서에서 보존된 문서. 2014년 4월 26일에 확인함.
237. ↑  “만타로 수력 단지 현대화”.
238. ↑  “산타 리타 산 로렌소 CCGT 발전소”. 글로벌 에너지 관측소. 2014년 7월 14일에 원본 문서에서 보존된 문서. 2014년 6월 11일에 확인함.
239. ↑  “수알 석탄 발전소”. 글로벌 에너지 관측소. 2014년 7월 14일에 원본 문서에서 보존된 문서. 2014년 6월 11일에 확인함.
240. ↑  “TE "니콜라 테슬라 A" 오브레노바츠”. TENT. 2015년 2월 1일에 원본 문서에서 보존된 문서. 2015년 1월 30일에 확인함.
241. ↑  “TE "니콜라 테슬라 B" 우슈체”. TENT. 2015년 2월 1일에 원본 문서에서 보존된 문서. 2015년 1월 30일에 확인함.
242. ↑  “TE "콜루바라 A", 벨리키 크를레니”. TENT. 2015년 2월 1일에 원본 문서에서 보존된 문서. 2015년 1월 30일에 확인함.
243. ↑  “화력 발전소 "모라바", 스빌라이나츠”. TENT. 2015년 2월 1일에 원본 문서에서 보존된 문서. 2015년 1월 30일에 확인함.
244. ↑  “투아스 CCGT 발전소 싱가포르”. 글로벌 에너지 관측소. 2014년 4월 24일에 원본 문서에서 보존된 문서. 2014년 5월 4일에 확인함.
245. ↑  “투아스 석유 발전소 싱가포르”. 글로벌 에너지 관측소. 2014년 5월 4일에 원본 문서에서 보존된 문서. 2014년 5월 4일에 확인함.
246. ↑  “크르슈코 원자력 발전소”. 2025년 3월 21일에 확인함.
247. ↑  “남아프리카 공화국의 원자력 발전소”. 국제원자력기구 (IAEA). 2014년 3월 31일에 원본 문서에서 보존된 문서. 2014년 3월 9일에 확인함.
248. ↑  “대한민국의 원자력 발전소”. 《갤러리》. 세계 각국의 발전소. 2014년 2월 28일에 원본 문서에서 보존된 문서. 2014년 3월 1일에 확인함.
249. ↑  “스페인의 원자력 발전소”. 국제원자력기구 (IAEA). 2014년 3월 31일에 원본 문서에서 보존된 문서. 2014년 3월 9일에 확인함.
250. ↑  “노로콜라이 석탄 발전소”. 전력 에너지부. 2014년 2월 27일에 원본 문서에서 보존된 문서. 2014년 2월 22일에 확인함.
251. ↑  “삼푸르 석탄 발전 프로젝트, 해외 자금으로 시작 예정”. 《선데이 타임스》. 2013년 12월 15일. 2013년 12월 20일에 원본 문서에서 보존된 문서. 2014년 2월 22일에 확인함.
252. ↑  “수단, 1,800-MW 로세이레스 수력 발전 프로젝트 확장 완료”. 하이드로 월드. 2013년 2월 1일. 2014년 3월 1일에 원본 문서에서 보존된 문서. 2014년 3월 2일에 확인함.
253. 《바텐폴: 링할스 원자력 발전소 정보》, 2017년 9월 30일에 원본 문서에서 보존된 문서, 2014년 2월 20일에 확인함